# Список кладбищ Москвы
Кла́дбища Москвы́ — специально отведённые в Москве и в Московской области места для захоронений, соответствующие санитарным, экологическим и прочим законодательно установленным нормам (в т.ч. и законам города Москвы). Перечень кладбищ устанавливается правительством Москвы; обслуживанием занимается ГБУ «Ритуал» города Москвы. В структуру кладбищ могут входить: сооружения для погребения останков в земле, крематории для предания тел огню, стены скорби и колумбарии для размещения урн с прахом, склепы, а также вспомогательные помещения, необходимые для осуществления погребений.
Кладбища и крематории открыты для посещений ежедневно: с мая по сентябрь — с 9 до 19 часов, с октября по апрель — с 9 до 17 часов. Захоронения умерших на кладбищах и в колумбариях производятся ежедневно с 10 до 17 часов, а оформление заказов на кремацию в крематориях — с 9 до 19 часов.

## Классификация
Виды кладбищ по типу управления

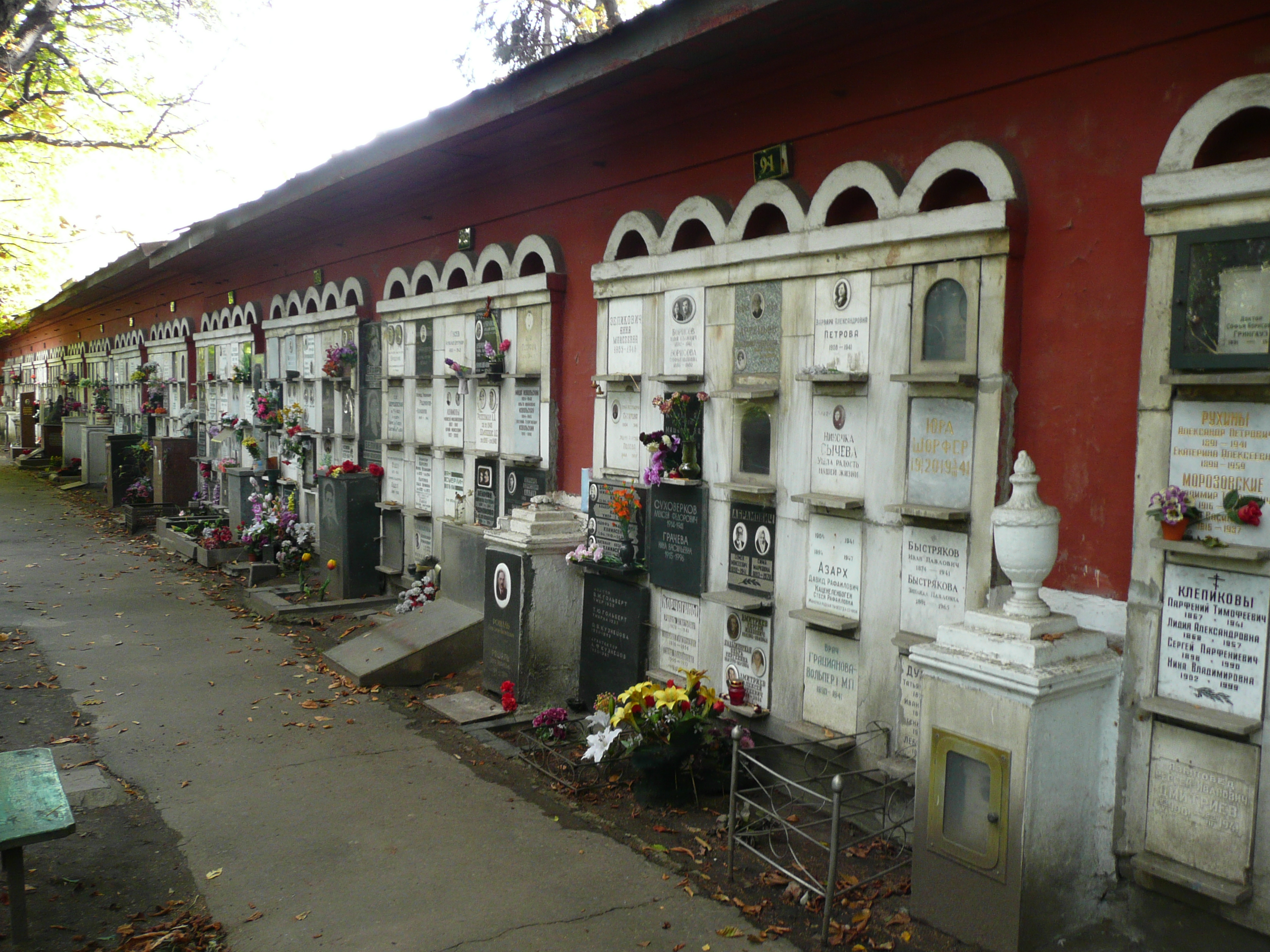
Колумбарий на Новодевичьем кладбище, 2011

- Городские — находятся в ведении правительства Москвы, в частности ГБУ «Ритуал», которое обеспечивает содержание и эксплуатацию некрополей за счёт бюджета Москвы.
- Муниципальные — находятся в ведении органов местного самоуправления, содержание и эксплуатация осуществляется за счёт средств бюджетов муниципальных образований[2][3].

Виды кладбищ по типу захоронений
- Закрытые — некрополи, предусматривающие только родственные захоронения или на семейных (родовых) участках, а также погребения с учётом заслуг умершего перед обществом и государством.
- Открытые — кладбища, на которых производятся свободные погребения, подразумевающие выделение участка земли, где ранее никого не хоронили. Кроме того, на них могут осуществляться такие же виды захоронений, как и в закрытых некрополях[3].

Способы захоронения
- Захоронение в могилу на кладбище.
- Кремация с последующим размещением урны с прахом в колумбарии или могиле.
- Помещение тела (останков) в склеп (саркофаг)[2].

Родственное захоронение предполагает погребение умершего на участке, где ранее уже производилось захоронение супруга или близких родственников, или на свободном месте, имеющемся на данном участке. Захоронение родственника в одну и ту же могилу разрешается по прошествии 15 лет с момента предыдущего захоронения.
С 2015 года правительство Москвы начало проводить аукционы по продаже участков, в том числе и на закрытых кладбищах, для семейных (родовых) захоронений, где могут быть погребены только члены одной семьи. Информация о доступных участках размещена в специальном реестре.

## История

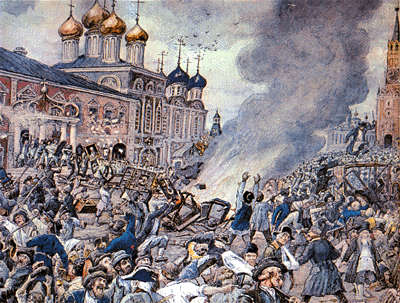
Чумной бунт, акварель Эрнеста Лисснера, 1930-е годы

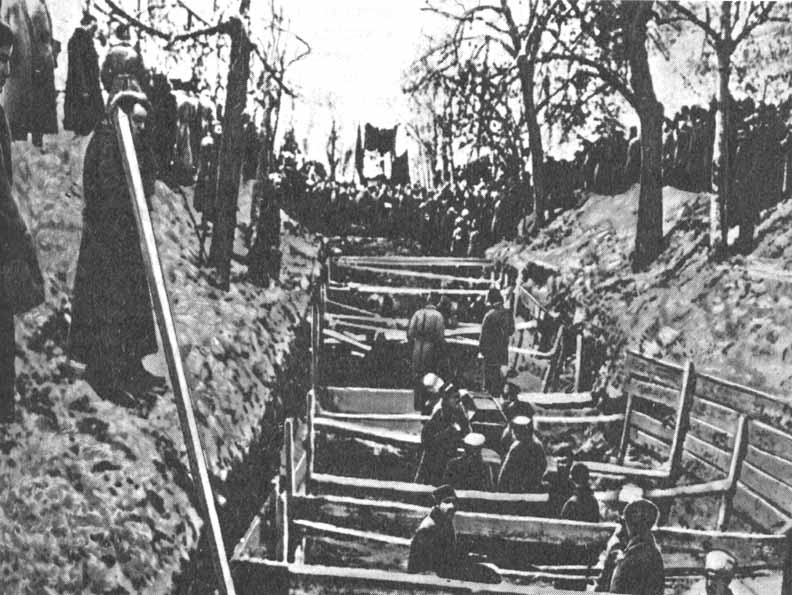
Похороны у кремлёвской стены 10 ноября 1917 года

Первые известные захоронения на московских землях датируются VIII веком и представляют собой древние курганы. После распространения на Руси христианства захоронения производились на кладбищах при церквях, однако есть свидетельства, что курганы организовывались вплоть до XIII века. Приходские кладбища в народе стали называться «нивами Божьими». Древнейшее христианское кладбище на территории Москвы было обнаружено в 1963—1965 годах при раскопках в Кремле рядом с Успенским собором. Самые ранние могилы датируются XII веком. На месте собора в то время находилась церковь Димитрия Солунского, построенная в 1177-м.
В 1657 году царь Алексей Михайлович запретил хоронить при церквях в Кремле. В 1723-м Пётр I издал указ о запрете создания новых могил в пределах города, кроме мест для знатных персон. Однако из-за скорой кончины императора указ так и не вступил в силу. В 1748 году Елизавета Петровна запретила погребения при церквях вдоль дорог от Кремля до Головинского дворца, а также приказала ликвидировать все кладбища на этом участке. Спустя два года открылось первое городское кладбище — Лазаревское. Поначалу москвичи отказывались хоронить умерших в этом некрополе, договариваясь с приходскими священниками о незаконных погребениях, в результате чего епархиальное начальство «под страхом сурового взыскания» запретило подобные захоронения.
На территории города запретили хоронить в 1771 году в связи с эпидемией чумы. По городу разъезжали команды в специальных костюмах, названные «мортусы», и собирали трупы, чтобы затем вывезти их на специально отведённые для погребения места за пределы Камер-Коллежского вала, являвшегося границей города. Чумных кладбищ было очень много, однако после спада эпидемии многие пришли в запустение, а впоследствии и вовсе исчезли. Городские власти для дальнейших погребений оставили Миусское, Пятницкое, Дорогомиловское, Ваганьковское, Семёновское, Рогожское, Калитниковское, Даниловское, Татарское, Немецкое (Введенское), Преображенское (Николаевское). Эти кладбища вместе с Лазаревским оставались основными местами захоронений до 1930-х годов.
Во времена правления Иосифа Сталина широкое распространение получила практика ликвидации кладбищ в городах СССР. Массовые работы в Москве начались в 1927—1928 годах. Отдельные надгробия сохраняли ввиду их художественной ценности, а останки выдающихся общественных и культурных деятелей переносили на Новодевичье кладбище. Однако случаи, когда удавалось сохранить и могильную плиту, и прах усопшего, встречались редко. Обычно переносилось либо то, либо другое. Уничтожение большинства кладбищ не предполагало консервационных мероприятий. К началу Великой Отечественной войны были полностью снесены все кладбища на территории Кремля, удалось спасти только останки княгинь и цариц из взорванного Вознесенского собора. Разгрому подверглись все монастырские некрополи, кроме Донского. Было утеряно свыше четырёхсот приходских кладбищ, а также некоторые из городских: Лазаревское, Семёновское и Дорогомиловское.
C 1960-х годов в связи с расширением города открывались новые кладбища за пределами городской черты: Николо-Архангельское, Хованское, Митинское и другие.
В 2012 году в связи с расширением территории Москвы в состав городских кладбищ вошло более пятидесяти некрополей.

## Кладбища и крематории Москвы
Согласно Постановлению правительства Москвы от 08.04.2008 № 260-ПП «О состоянии и мерах по улучшению похоронного обслуживания в городе Москве», книгам «История московских кладбищ. Под кровом вечной тишины» Юрия Рябинина, «Московский некрополь: история, археология, искусство, охрана» Владимира Козлова и Элеоноры Александровны Шулеповой, а также сайту администрации Москвы, в таблицах ниже представлен следующий перечень кладбищ и крематориев столицы.

### Деление по административным округам

#### Центральный АО
| Название                         | Год открытия | Тип      | Адрес                                 | Площадь, га | Наличие колумбария |
| -------------------------------- | ------------ | -------- | ------------------------------------- | ----------- | ------------------ |
| Ваганьковское                    | 1771         | Закрытое | Улица Сергея Макеева, владение 15     | 47,9        | Да                 |
| Ваганьковское, Армянский участок | 1805         | Закрытое | Улица Сергея Макеева, владение 10     | 2,07        | Нет                |
| Калитниковское                   | 1771         | Закрытое | Большой Калитниковский проезд, дом 11 | 16,27       | Да                 |
| Новодевичье                      | 1904         | Закрытое | Лужнецкий проезд, владение 2          | 6           | Да                 |

Галерея
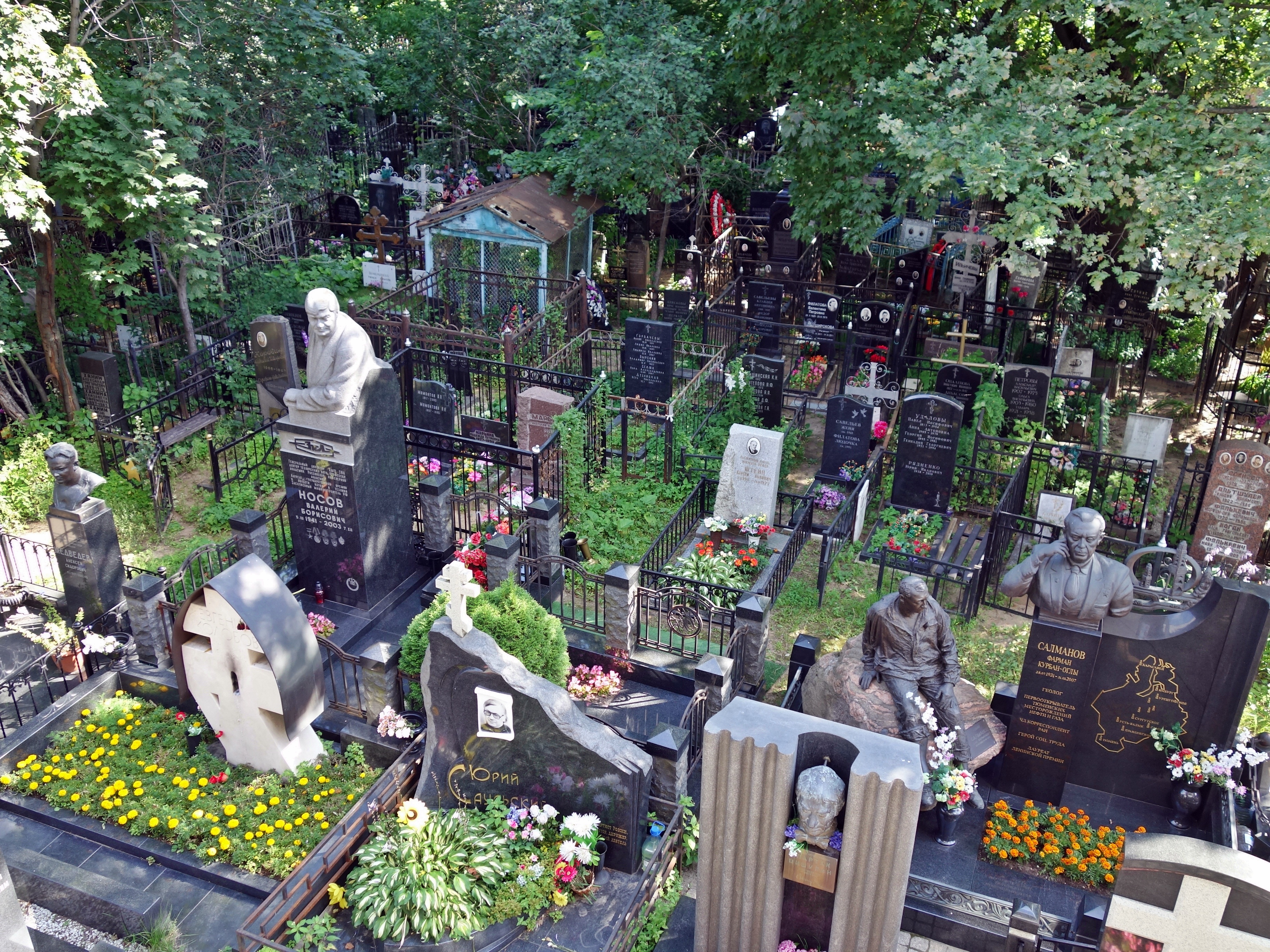
Ваганьковское кладбище, 2015
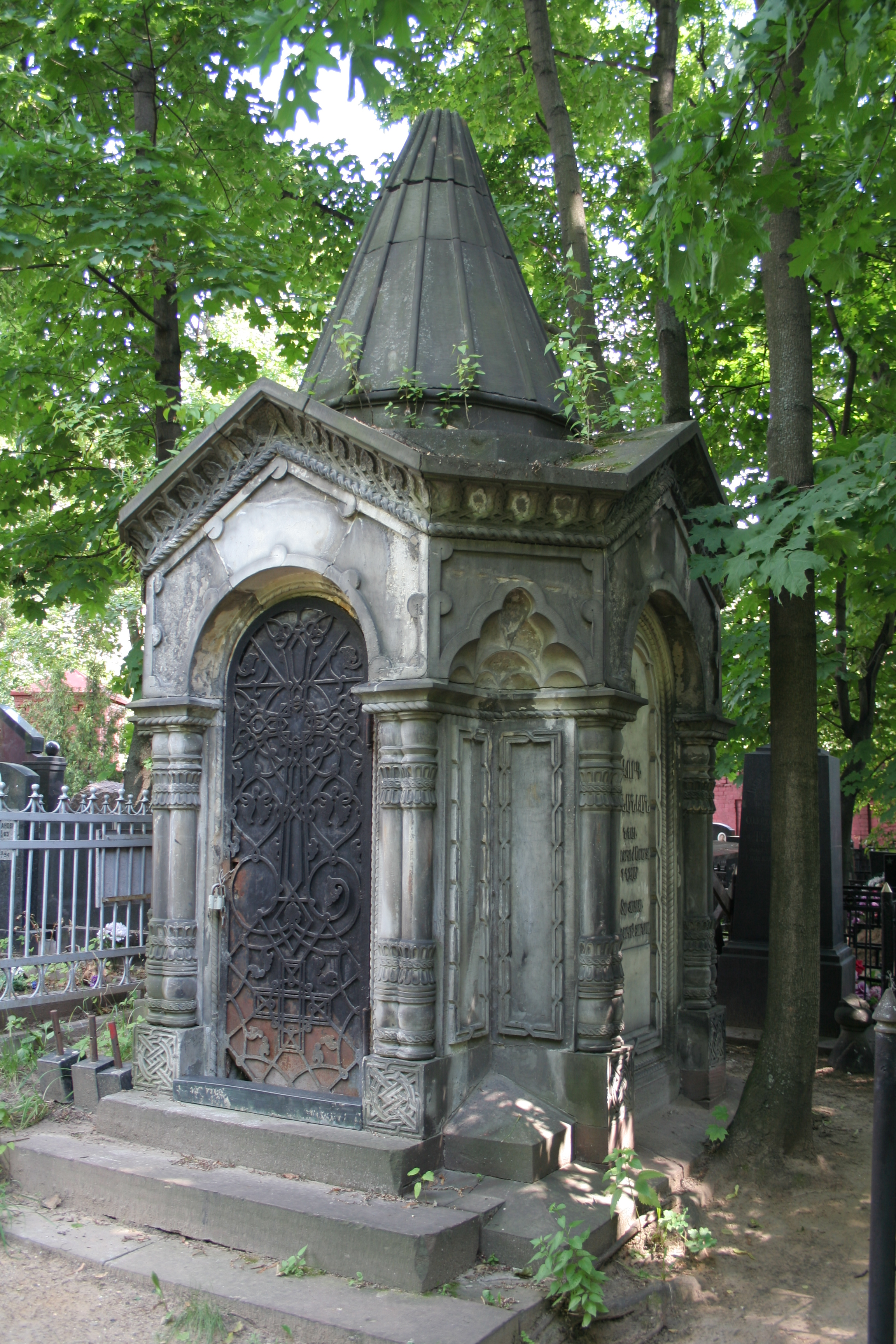
Старые надгробия на Армянском кладбище, 2009
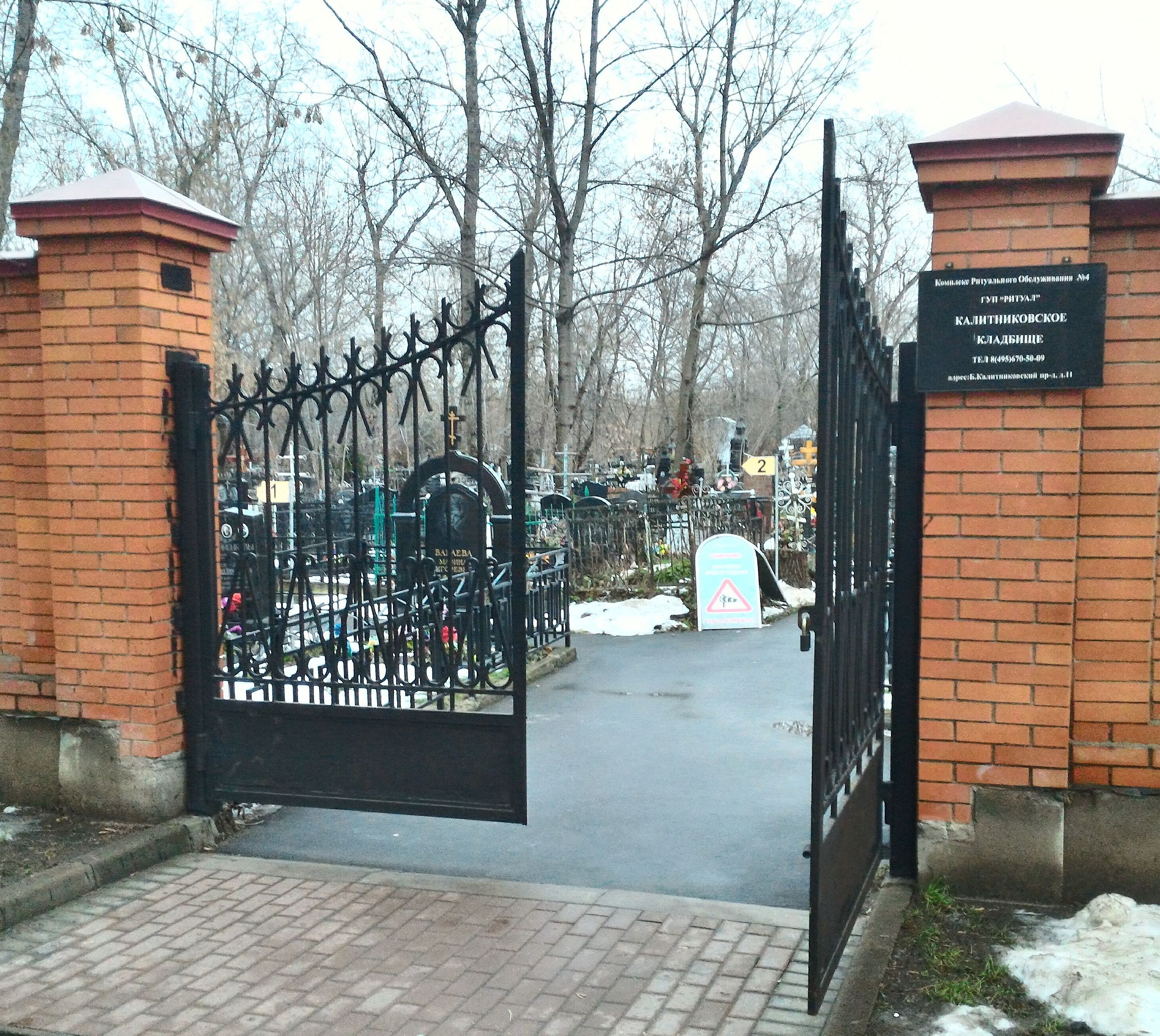
Калитниковское кладбище, 2015
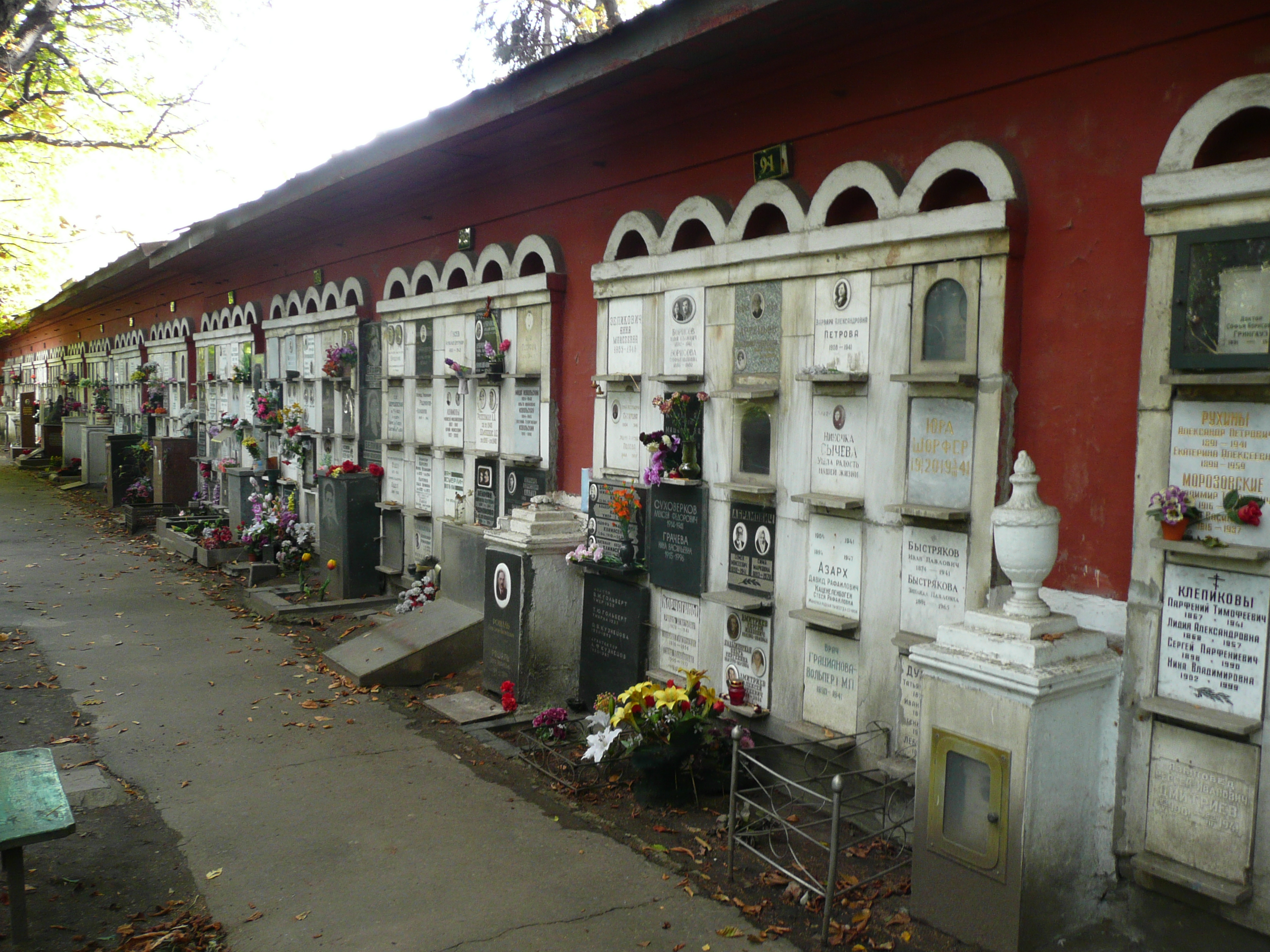
Стена колумбария Новодевичьего кладбища, 2010

#### Северный АО
| Название                | Год открытия | Тип      | Адрес                              | Площадь, га | Наличие колумбария |
| ----------------------- | ------------ | -------- | ---------------------------------- | ----------- | ------------------ |
| Бусиновское             | 1997         | Закрытое | Краснополянская улица, владение 18 | 1,1         | Да                 |
| Головинское             | 1951         | Закрытое | Головинское шоссе, владение 13     | 15,5        | Да                 |
| Химкинское              | 1959         | Закрытое | Новосходненское шоссе, владение 1  | 66,4        | Да                 |
| Черкизовское (Северное) | 1937         | Закрытое | Комсомольская улица, дом 3         | 3,32        | Нет                |

Галерея
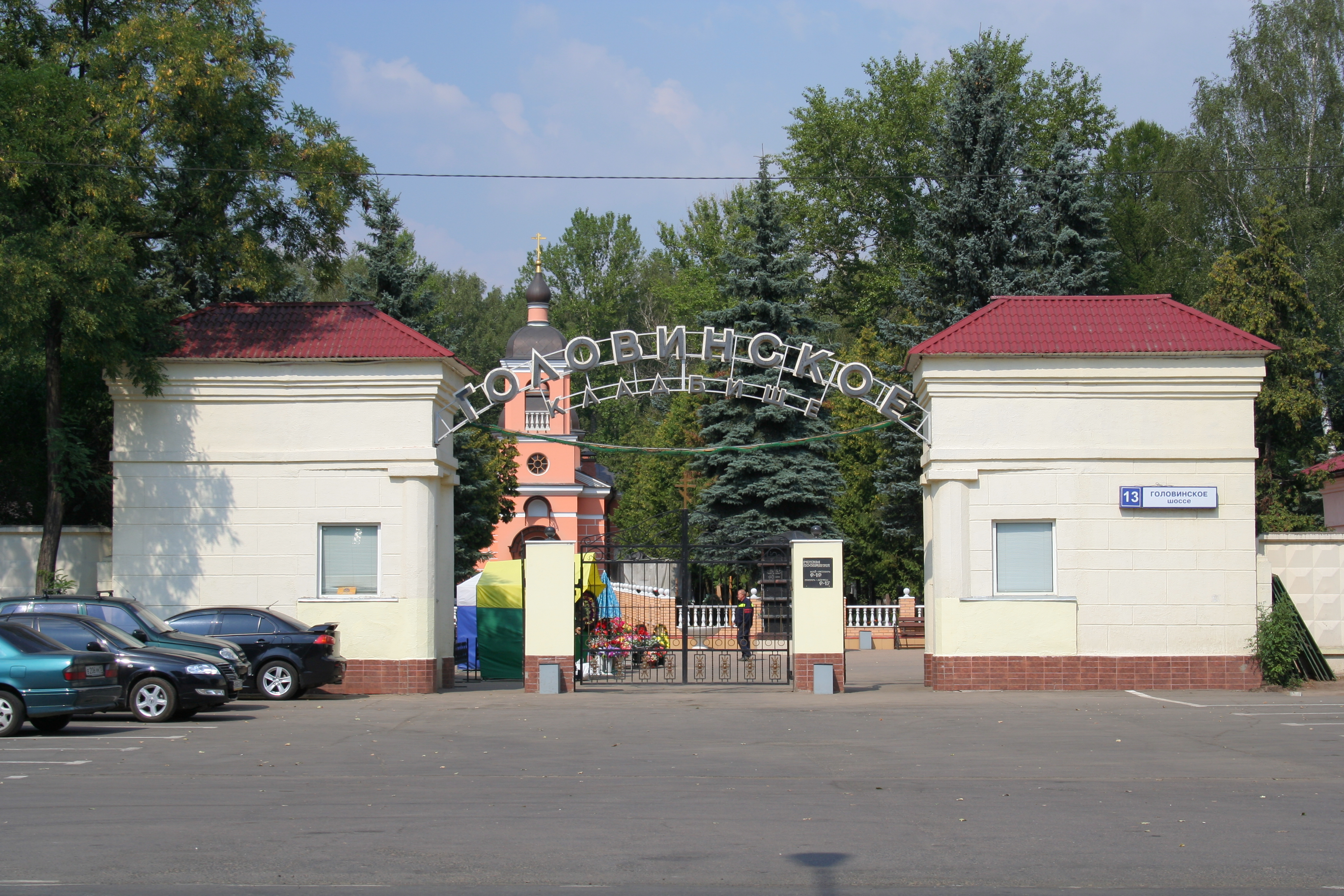
Головинское кладбище, 2010
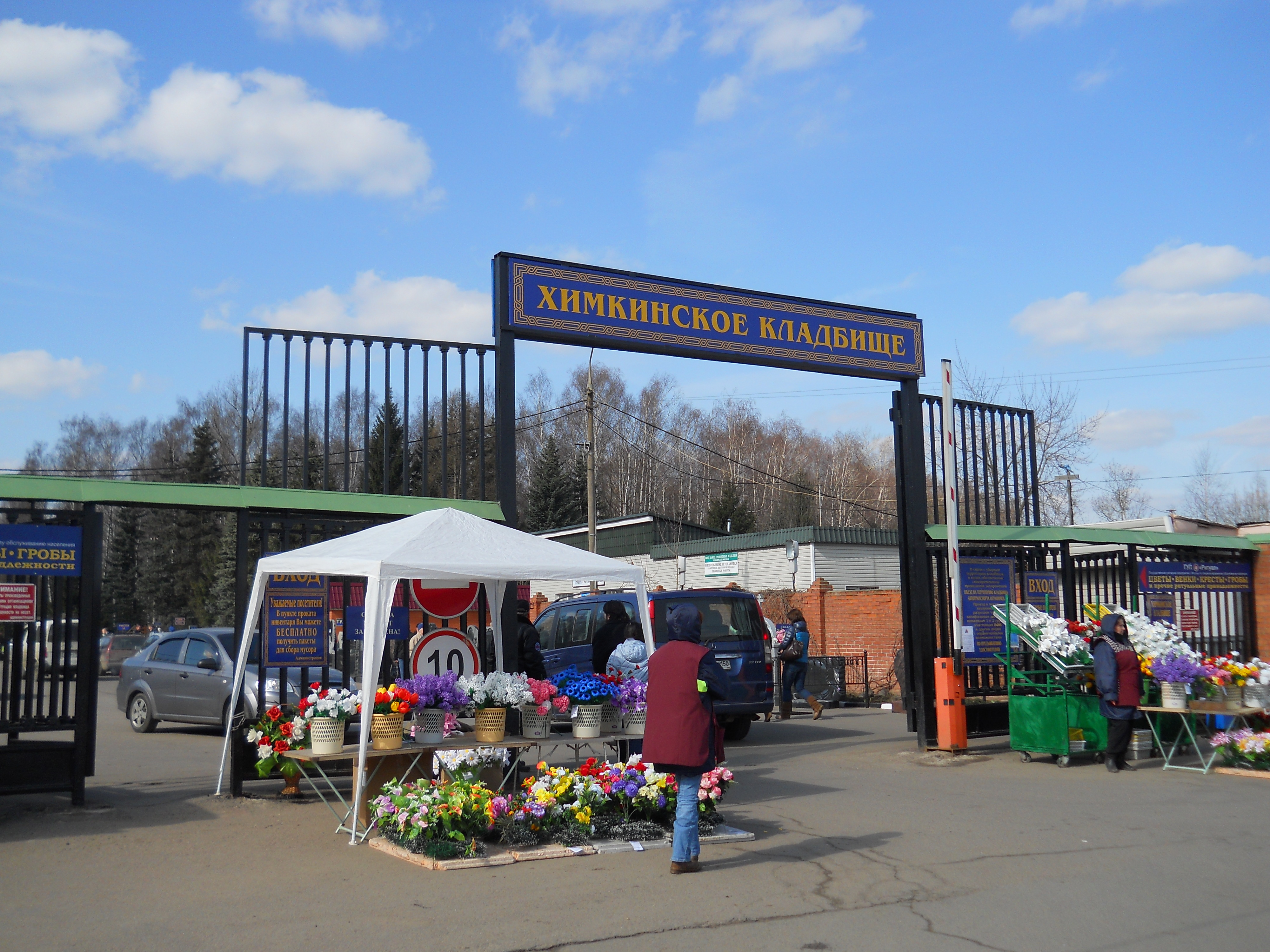
Химкинское кладбище, 2010

#### Северо-Восточный АО
| Название         | Год открытия                                                   | Тип      | Адрес                                             | Площадь, га | Наличие колумбария |
| ---------------- | -------------------------------------------------------------- | -------- | ------------------------------------------------- | ----------- | ------------------ |
| Алексеевское     | 1682                                                           | Закрытое | Проспект Мира, владение 132                       | 2,32        | Да                 |
| Алтуфьевское     | 1750                                                           | Закрытое | 85-й км МКАД                                      | 1,43        | Нет                |
| Бабушкинское     | 1931                                                           | Закрытое | Ярославское шоссе, владение 52                    | 11          | Да                 |
| Виноградово      | Точная дата неизвестна, есть упоминания в источниках XVII века | Закрытое | Дмитровское шоссе, владение 162                   | 1,2         | Нет                |
| Владыкинское     | 1859                                                           | Закрытое | Станционная улица, владение 8а                    | 1,44        | Да                 |
| Леоновское       | 1920                                                           | Закрытое | 1-я улица Леонова, владение 8                     | 2,39        | Да                 |
| Медведковское    | XVII век                                                       | Закрытое | Заповедная улица, владение 7а                     | 1,18        | Нет                |
| Миусское         | 1771                                                           | Закрытое | Улица Сущёвский Вал, владение 19                  | 5,03        | Да                 |
| Останкинское     | 1888                                                           | Закрытое | Прудовой проезд, владение 11                      | 2,32        | Да                 |
| Перловское       | 1932                                                           | Закрытое | 93-й км МКАД, владение 6А                         | 12,71       | Да                 |
| Пятницкое        | 1771                                                           | Закрытое | Дроболитейный переулок, владение 3, строения 5, 9 | 14,25       | Да                 |
| Раевское         | 1900                                                           | Закрытое | Олонецкий проезд, владение 2                      | 2,95        | Да                 |
| Старо-Марковское | 1946                                                           | Закрытое | Дмитровское шоссе, владение 124а                  | 9,53        | Нет                |

Галерея
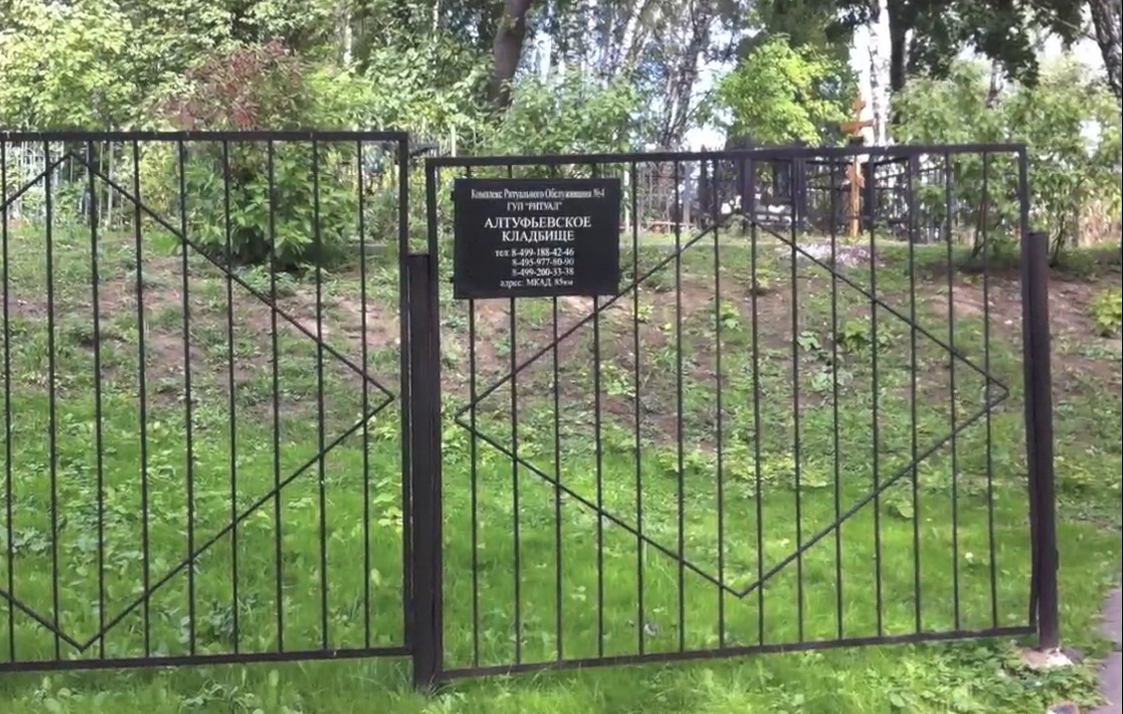
Алтуфьевское кладбище, 2010
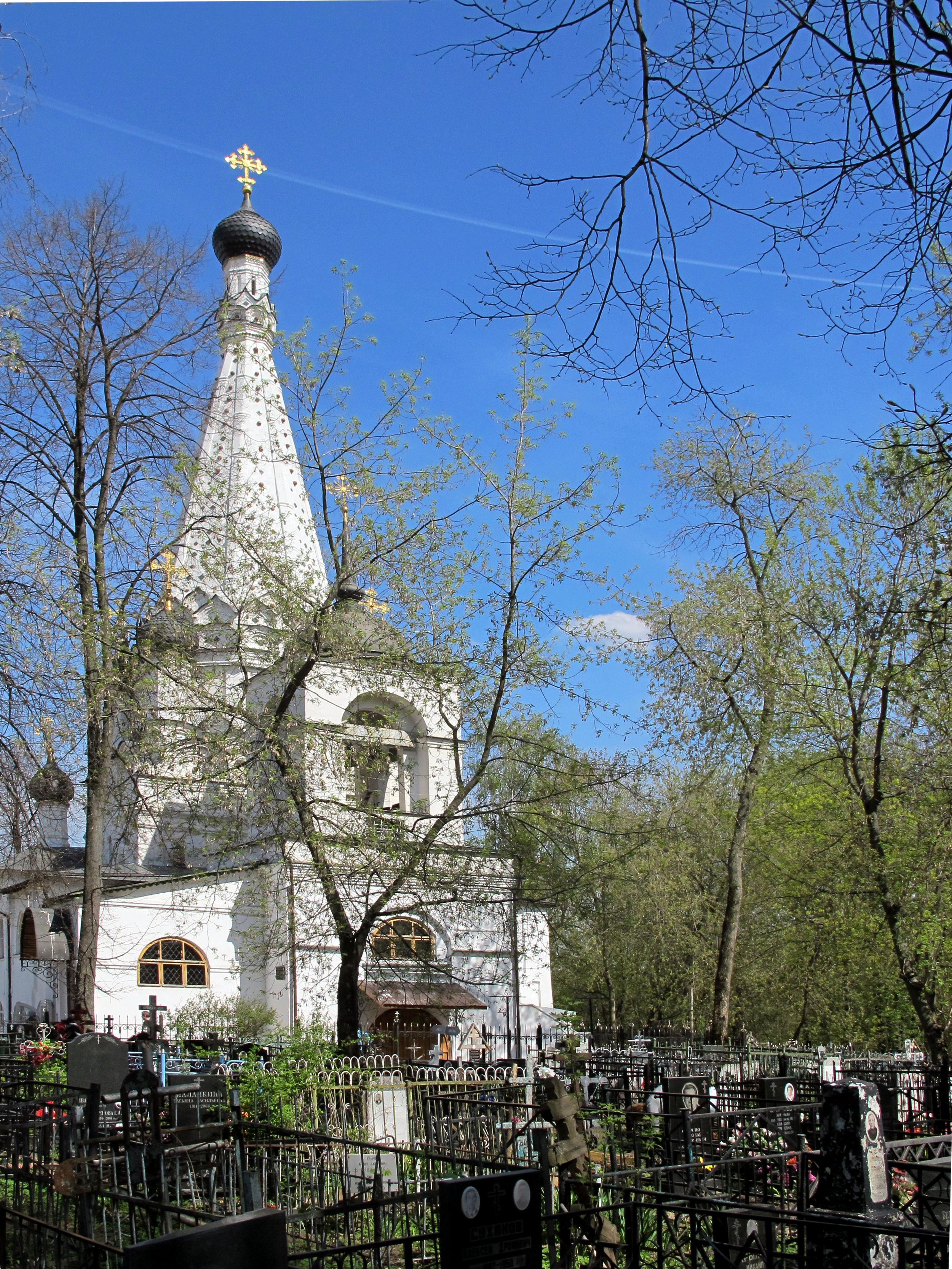
Медведковское кладбище на фоне церкви Покрова Пресвятой Богородицы, 2013
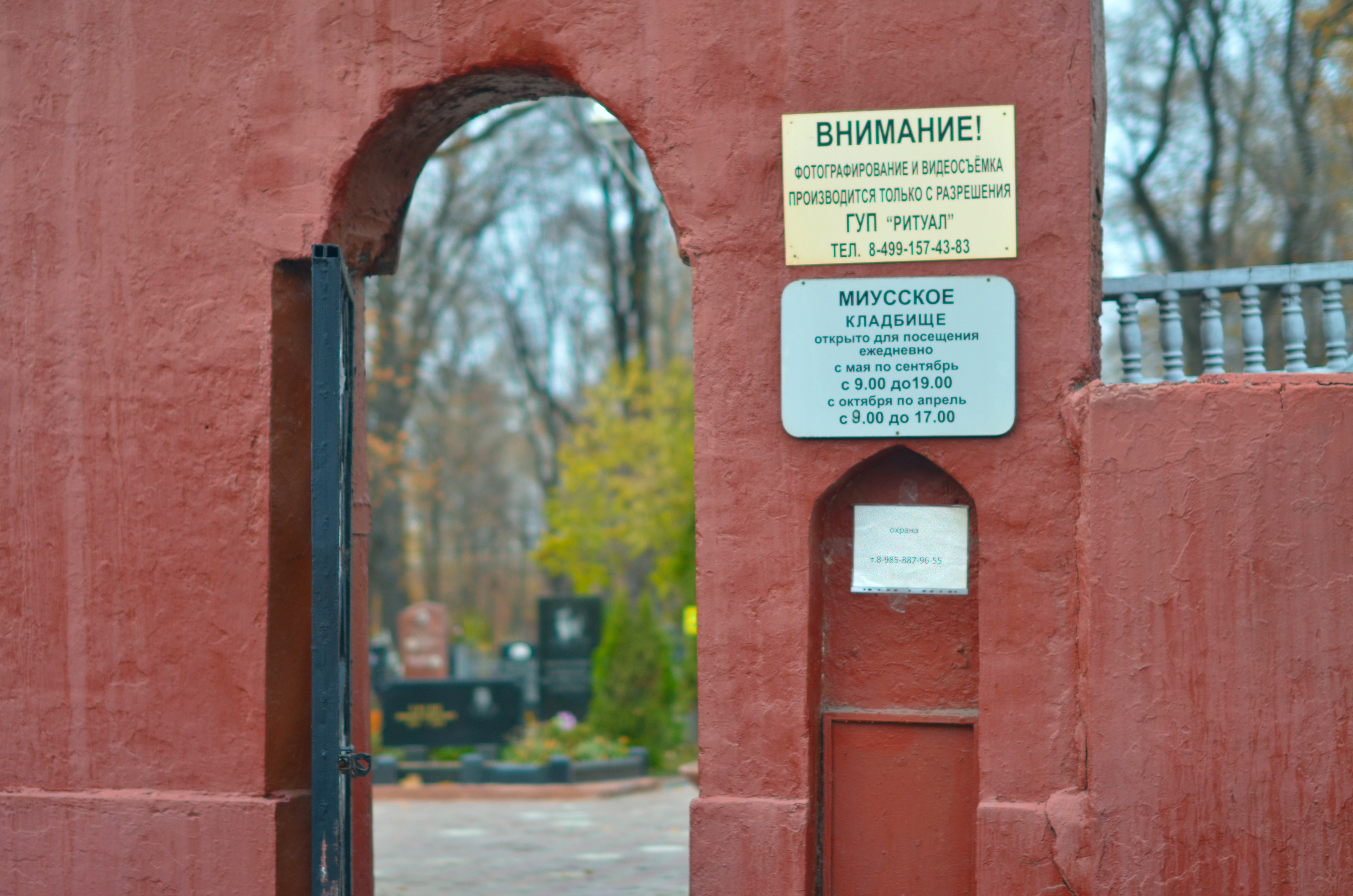
Вход на Миусское кладбище, 2014
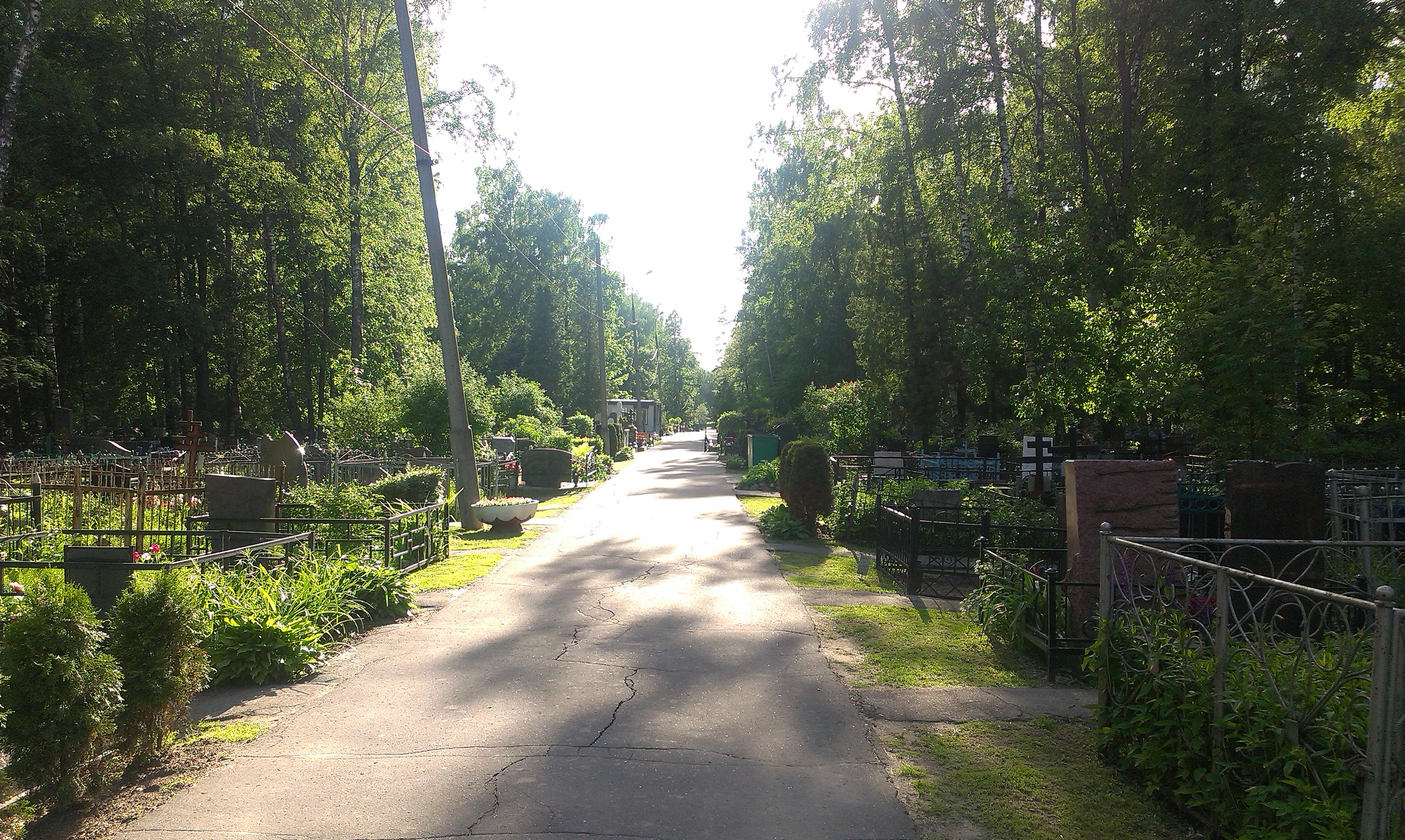
Перловское кладбище, 2015
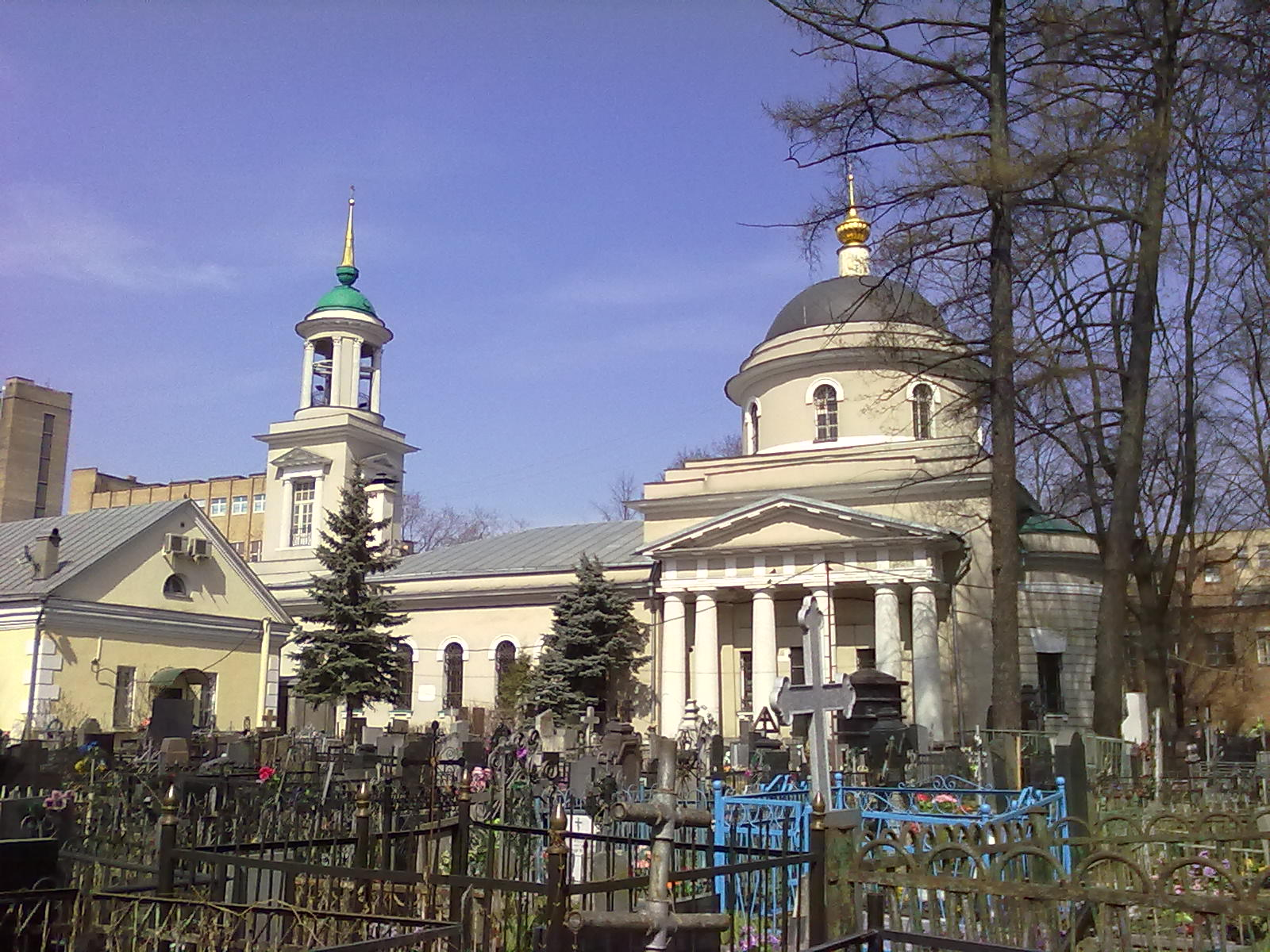
Пятницкое кладбище, 2010

#### Восточный АО
| Название       | Год открытия | Тип      | Адрес                                      | Площадь, га | Наличие колумбария |
| -------------- | ------------ | -------- | ------------------------------------------ | ----------- | ------------------ |
| Богородское    | 1750         | Закрытое | Краснобогатырская улица, владение 81       | 0,12        | Да                 |
| Вешняковское   | 1650         | Закрытое | Улица Юности, дом 17                       | 1,5         | Нет                |
| Гольяновское   | 1550         | Закрытое | Курганская улица, владение 11              | 2           | Да                 |
| Ивановское     | 1978         | Закрытое | Улица Сталеваров, владение 6, строения 1-6 | 1,09        | Нет                |
| Измайловское   | 1672         | Закрытое | Измайловский проезд, владение 30           | 2,2         | Нет                |
| Перовское      | XVIII век    | Закрытое | Кетчерская улица, владение 20              | 5,88        | Да                 |
| Преображенское | 1771         | Закрытое | Преображенский Вал, владение 17а           | 16,7        | Да                 |
| Черкизовское   | 1380         | Закрытое | Большая Черкизовская улица, владение 17    | 0,4         | Нет                |

Галерея
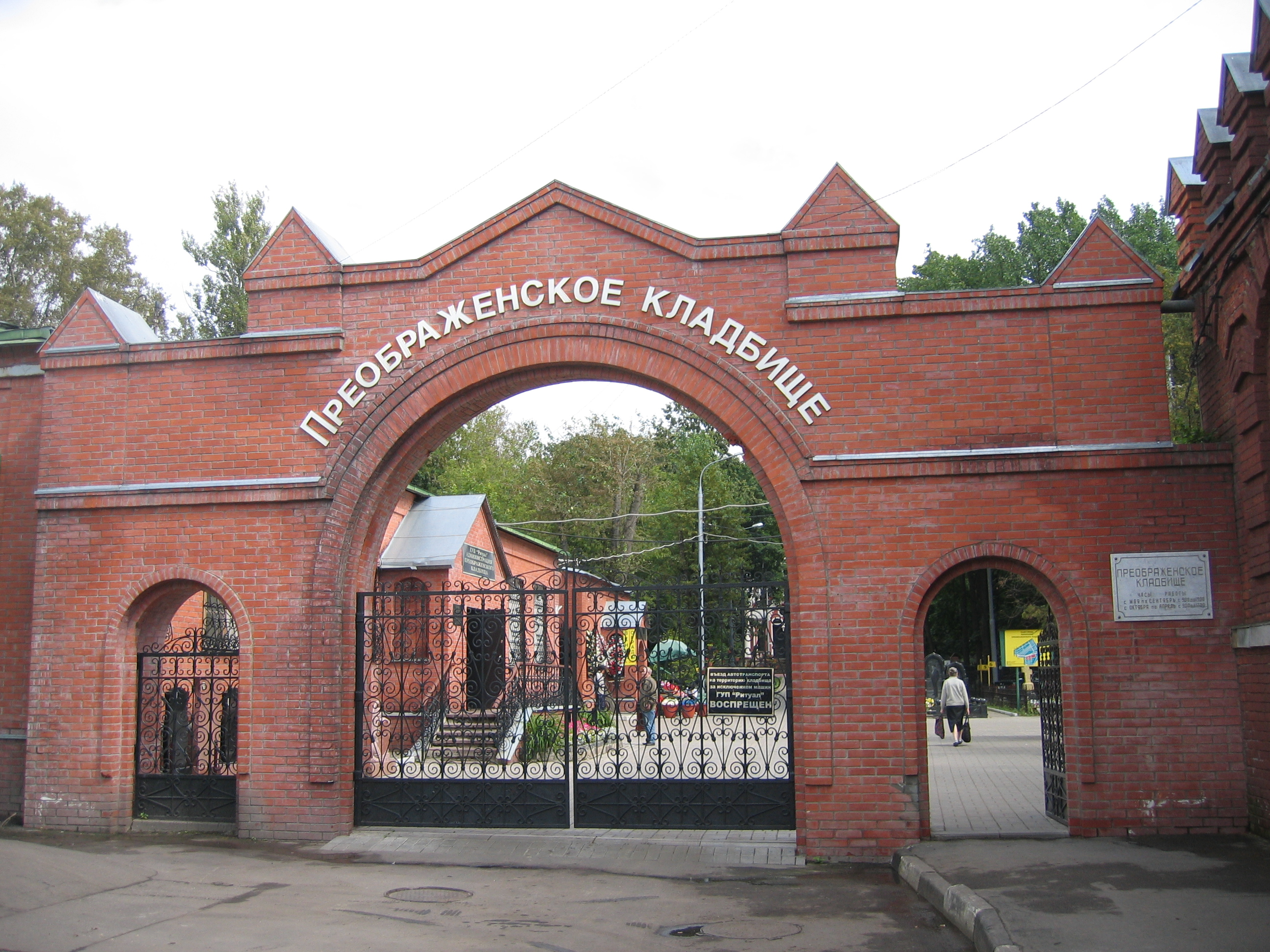
Входные ворота Преображенского кладбища, 2008
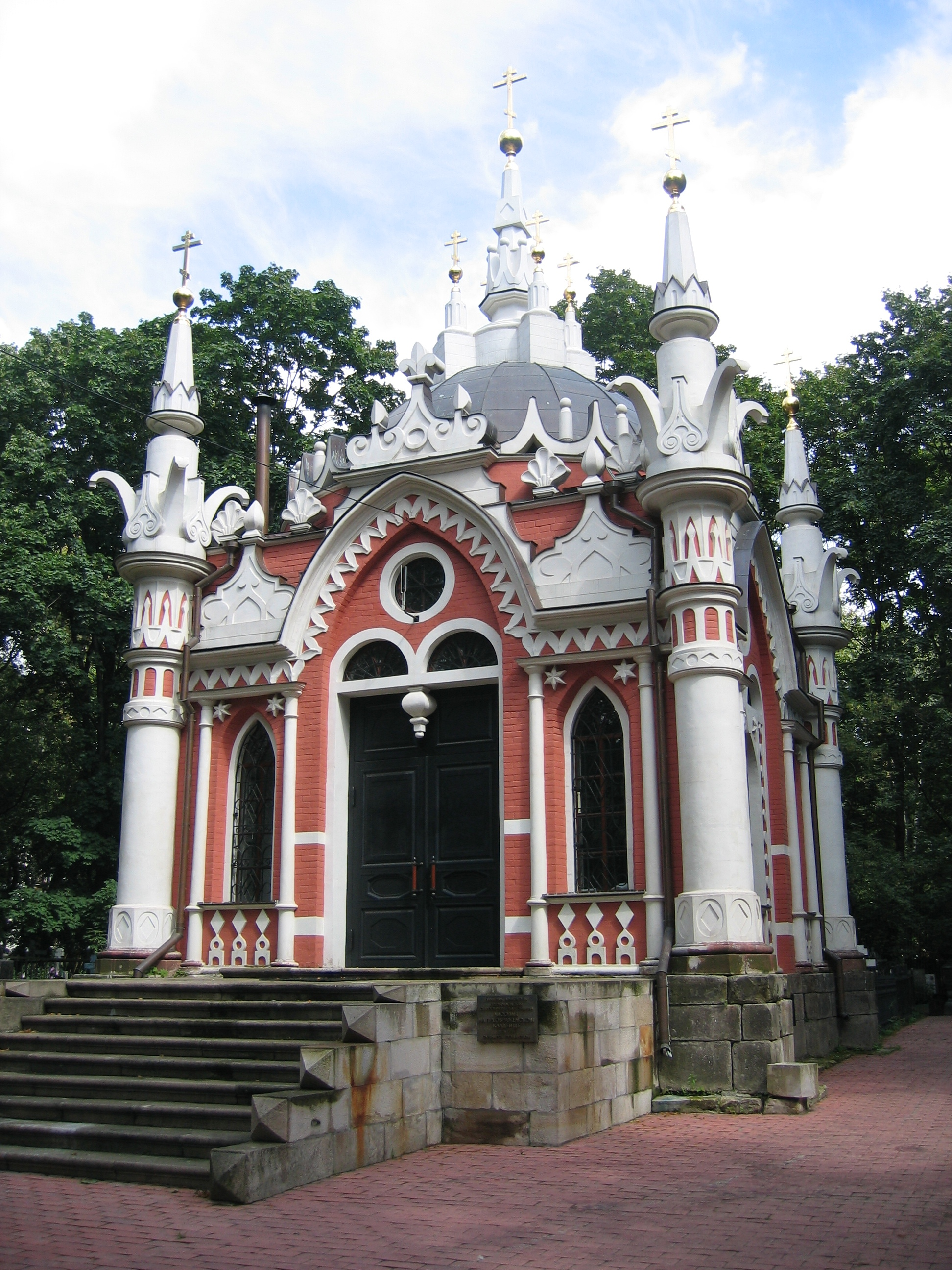
Часовня Преображенского кладбища, 2008
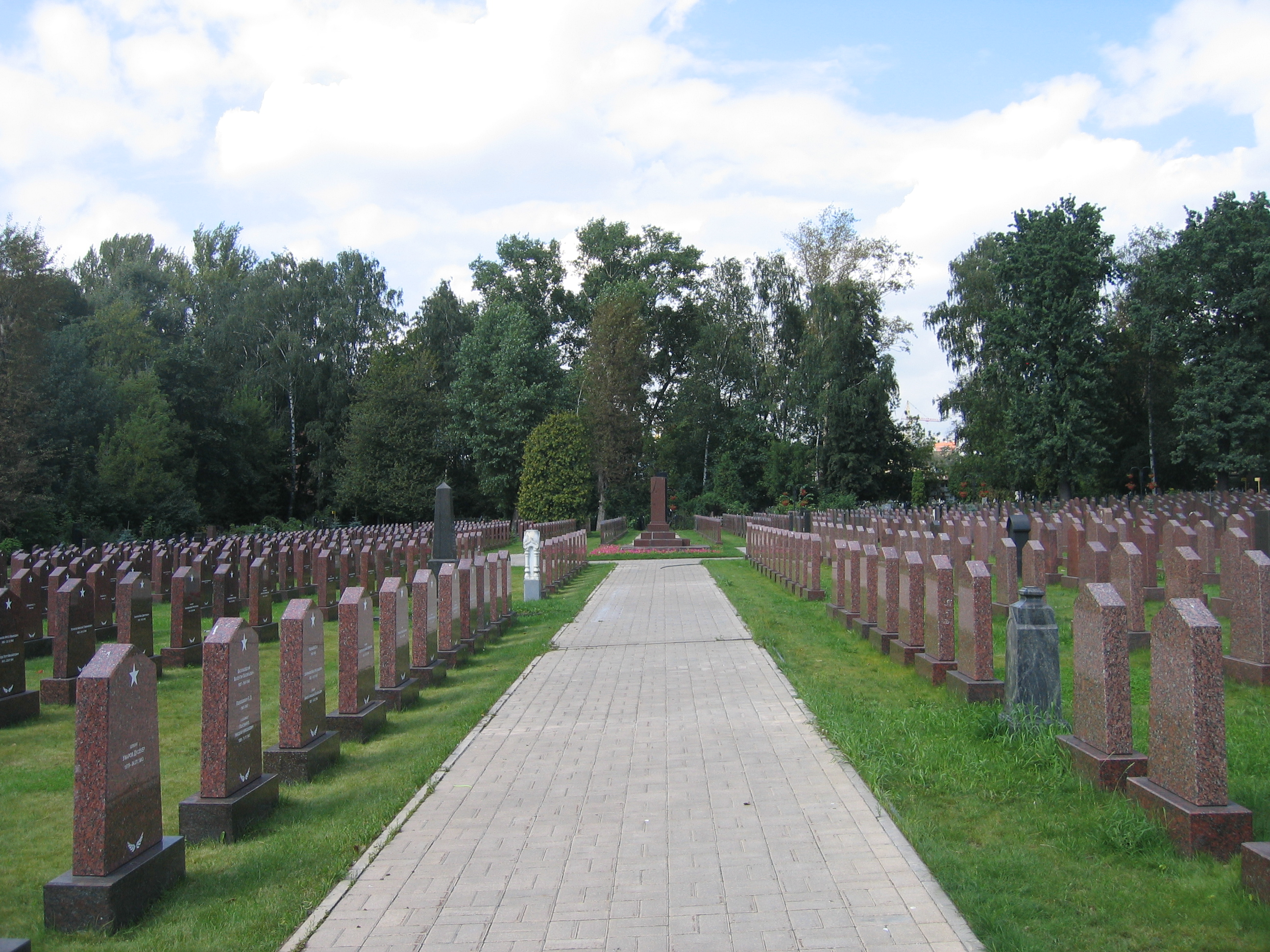
Солдатские могилы на Преображенском кладбище, 2008
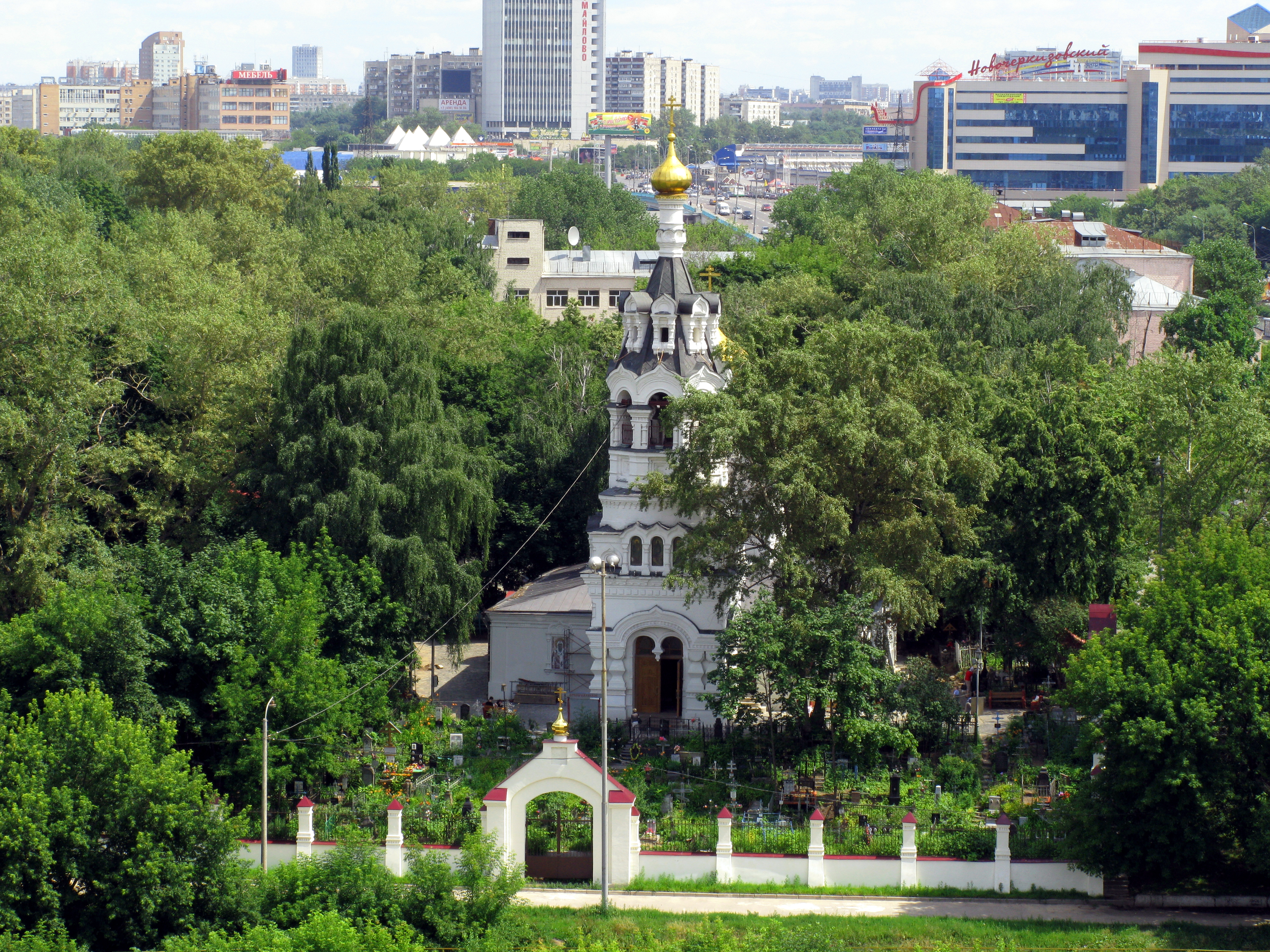
Черкизовское кладбище, 2009

#### Юго-Восточный АО
| Название                    | Год открытия | Тип      | Адрес                                 | Площадь, га | Наличие колумбария |
| --------------------------- | ------------ | -------- | ------------------------------------- | ----------- | ------------------ |
| Введенское                  | 1771         | Закрытое | Наличная улица, владение 1            | 17,02       | Да                 |
| Капотнинское                | 1700         | Закрытое | 1-й Капотнинский проезд               | 2,2         | Нет                |
| Кузьминское                 | 1957         | Закрытое | Улица Академика Скрябина, владение 19 | 42,85       | Да                 |
| Кузьминское (мусульманское) | 1959         | Закрытое | Улица Академика Скрябина, владение 19 | 2,38        | Нет                |
| Люблинское                  | 1935         | Закрытое | Ставропольская улица, владение 74а    | 19,1        | Да                 |
| Рогожское                   | 1771         | Закрытое | Старообрядческая улица, владение 31а  | 9,65        | Да                 |

Галерея
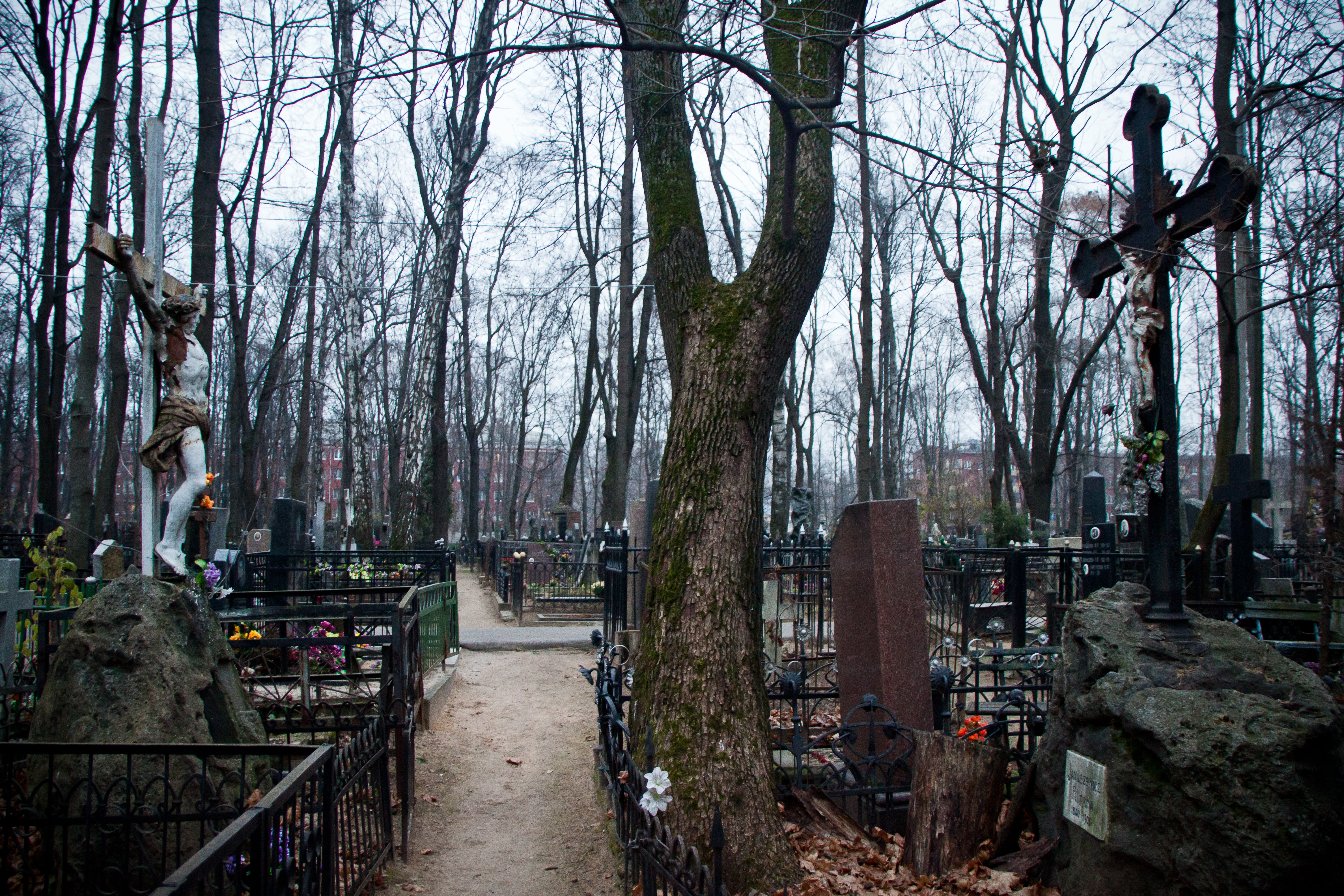
Введенское кладбище, 2012
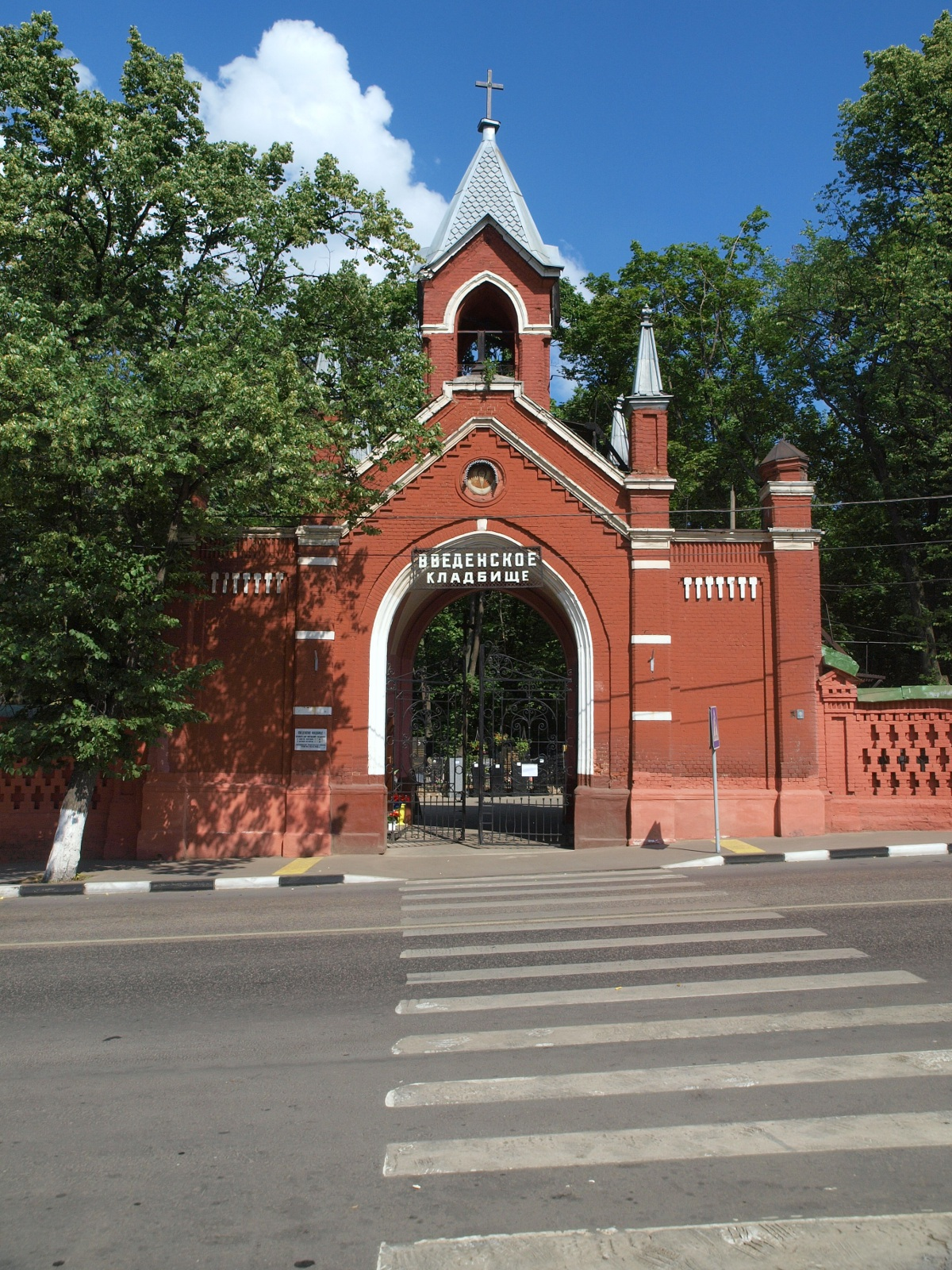
Вход на Введенское кладбище, 2010
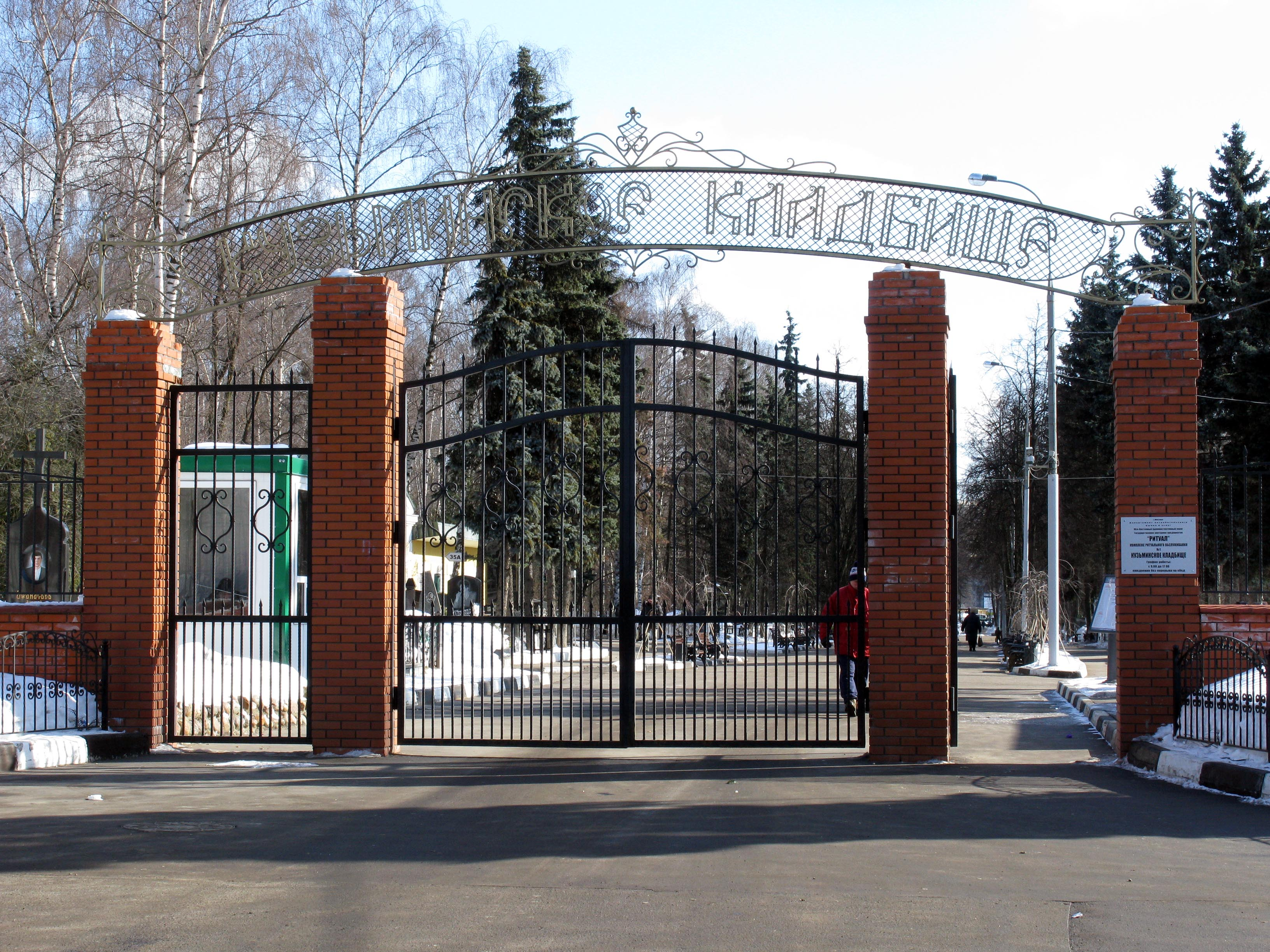
Кузьминское кладбище, 2010
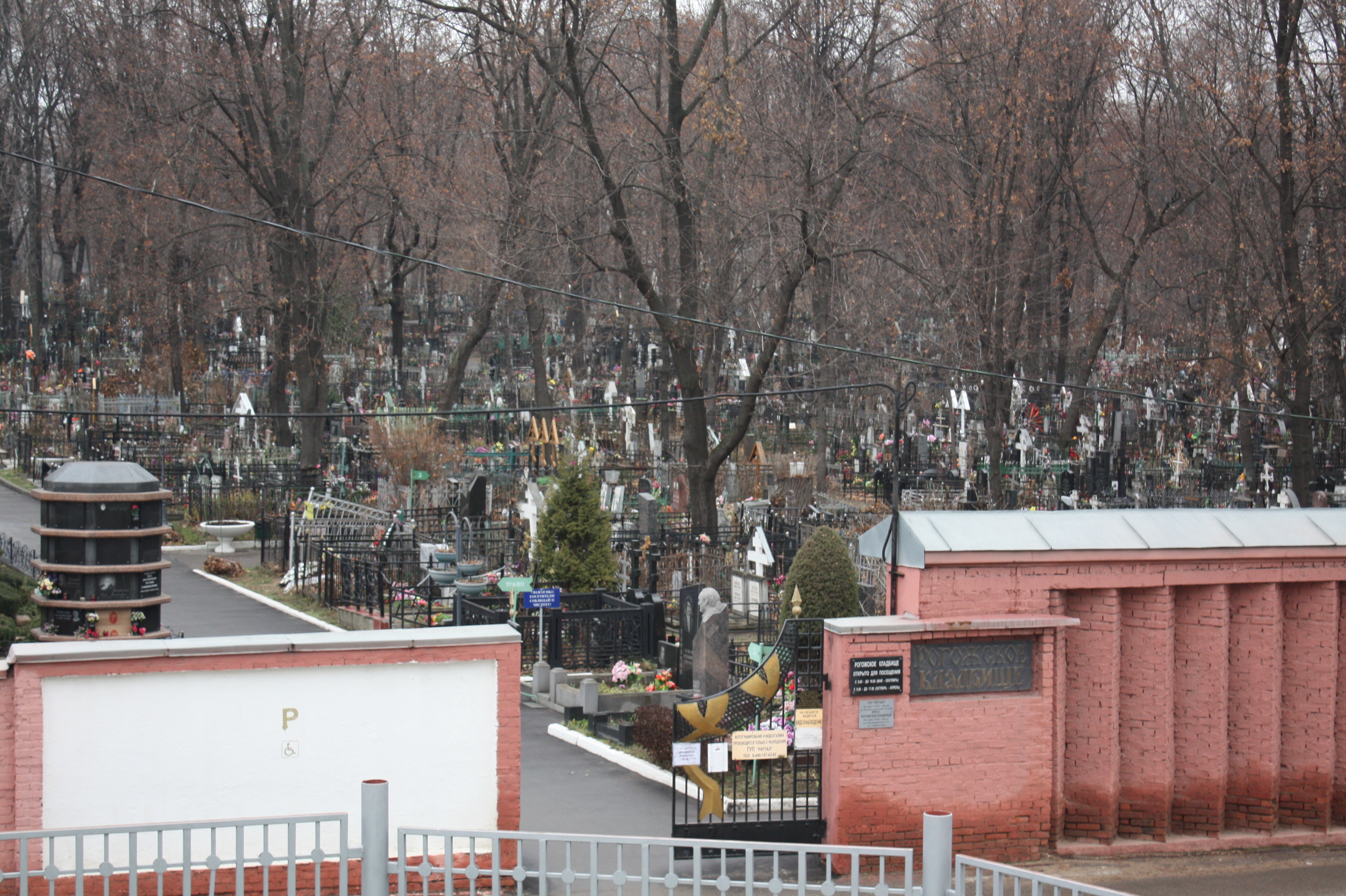
Рогожское кладбище, 2014

#### Южный АО
| Название                    | Год открытия | Тип      | Адрес                                                        | Площадь, га | Наличие колумбария |
| --------------------------- | ------------ | -------- | ------------------------------------------------------------ | ----------- | ------------------ |
| Борисовское                 | 1550         | Закрытое | Улица Борисовские Пруды, владение 4                          | 1,05        | Нет                |
| Даниловское (Центральное)   | 1771         | Закрытое | 4-й Рощинский проезд, владение 30                            | 20,33       | Да                 |
| Даниловское (Мусульманское) | 1776         | Закрытое | 2-й Рощинский проезд, владение 10                            | 4,05        | Нет                |
| Донское                     | 1927         | Закрытое | Улица Орджоникидзе, дом 4                                    | 7           | Да                 |
| Котляковское                | 1959         | Закрытое | Деловая улица, владение 21                                   | 37,76       | Да                 |
| Ореховское                  | 1936         | Закрытое | Шипиловский проезд, владение 20 (Дольская улица, владение 1) | 2,25        | Нет                |
| Покровское                  | 1959         | Закрытое | Улица Подольских Курсантов, владение 24                      | 14,5        | Да                 |

Галерея
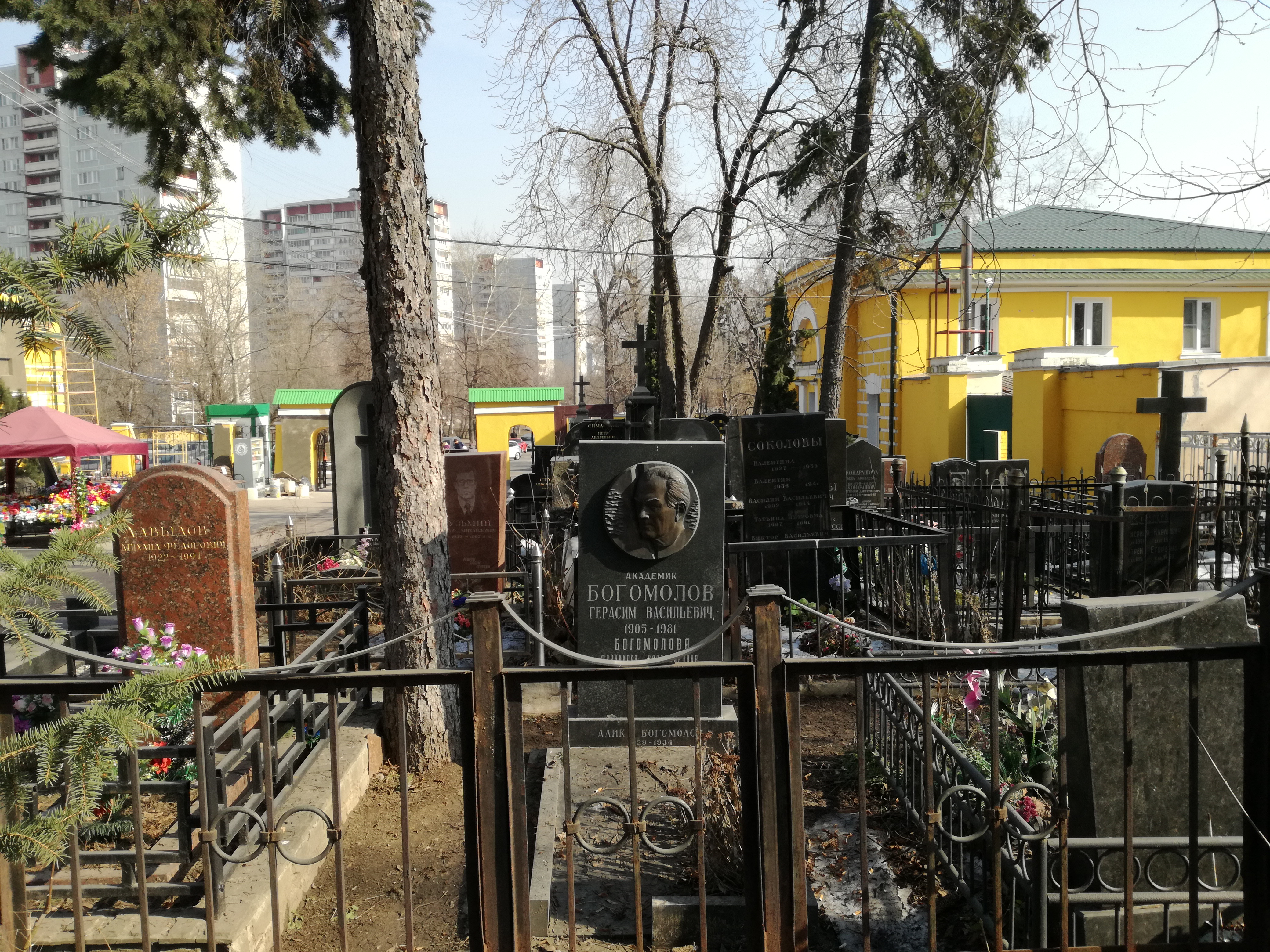
Даниловское кладбище,2017
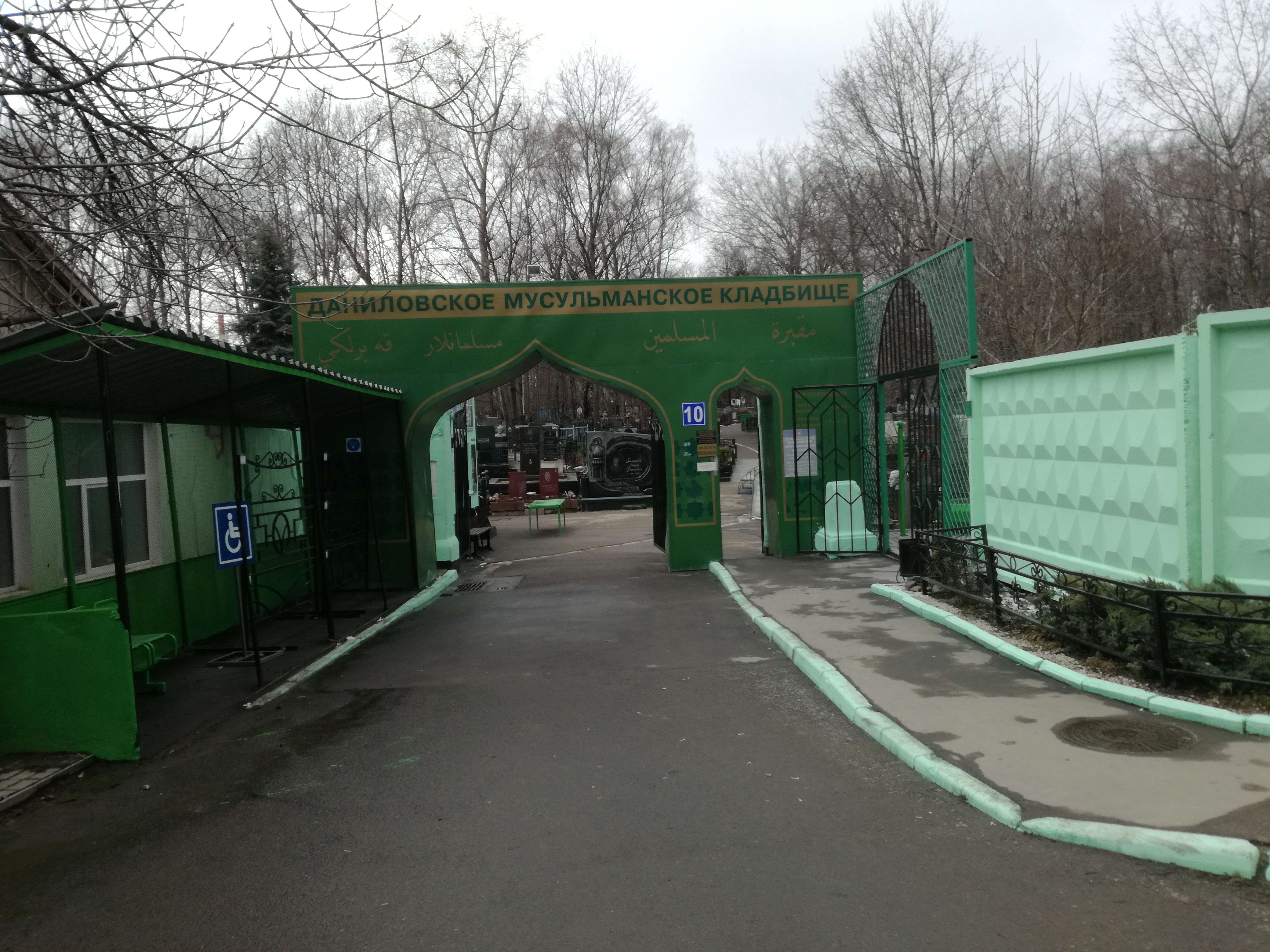
Вход на мусульманскую часть Даниловского кладбища, 2017
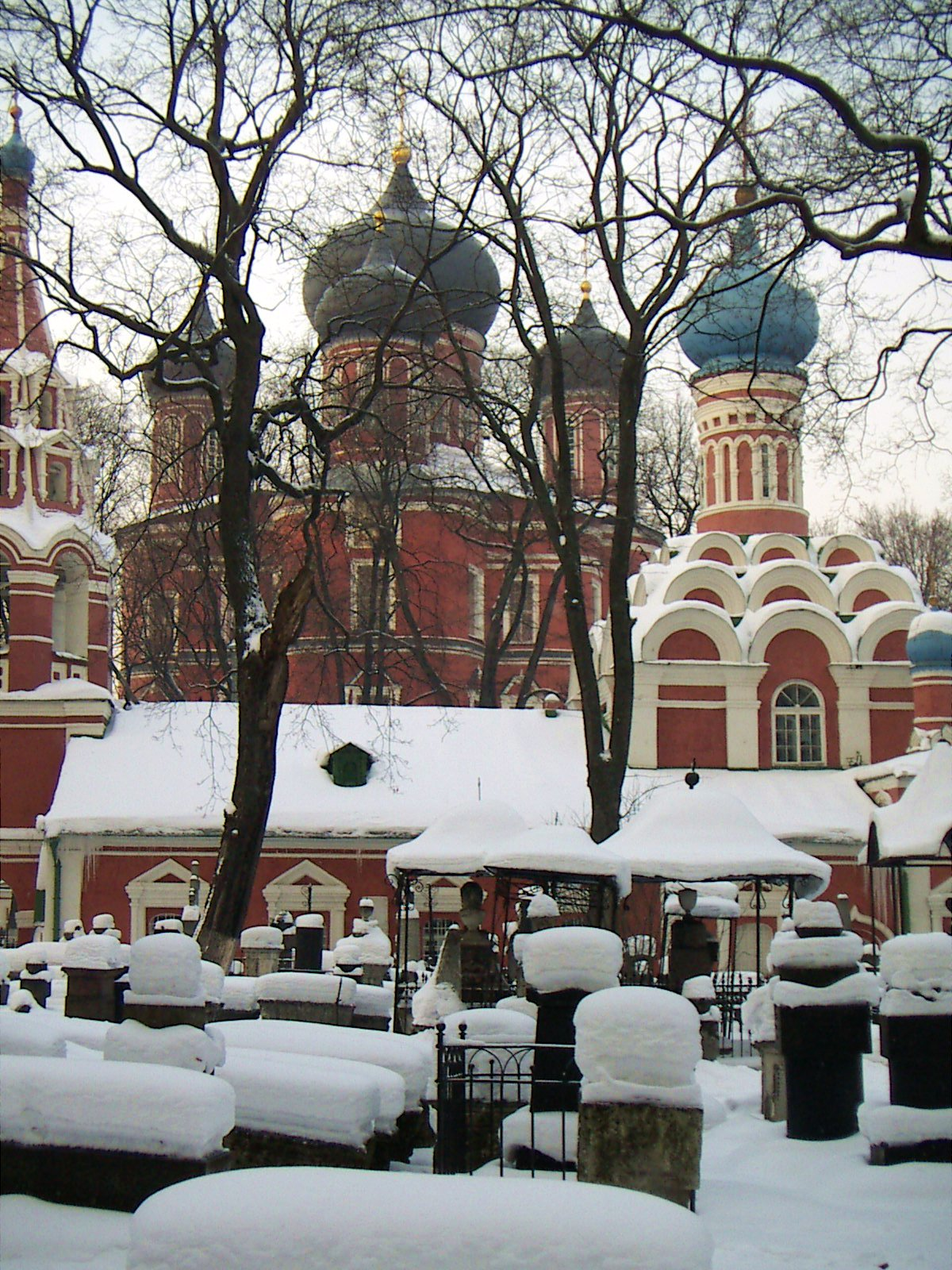
Донское кладбище, 2006
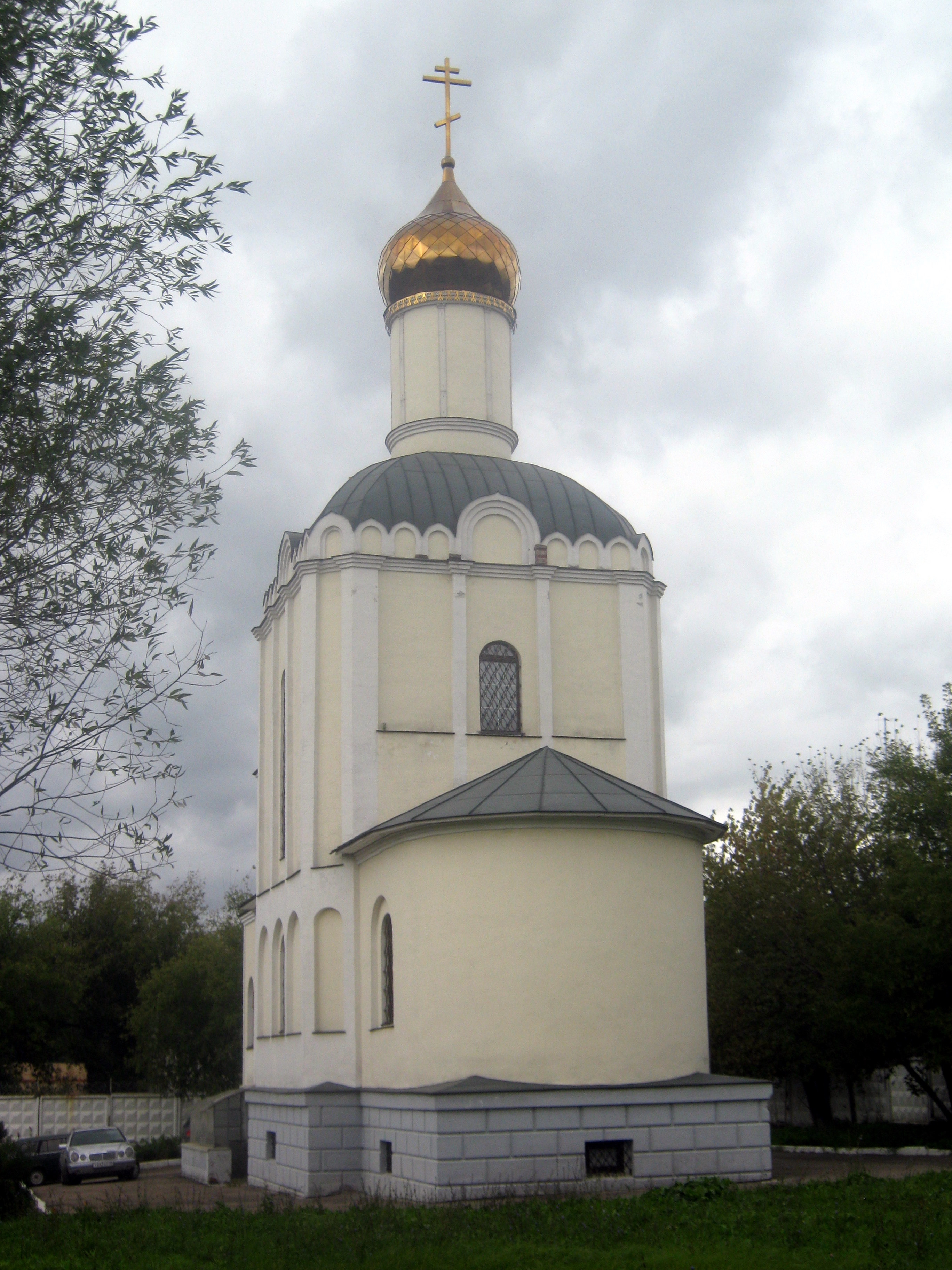
Церковь на Покровском кладбище, 2010

#### Юго-Западный АО
| Название         | Год открытия    | Тип      | Адрес                                                       | Площадь, га | Наличие колумбария |
| ---------------- | --------------- | -------- | ----------------------------------------------------------- | ----------- | ------------------ |
| Бутовское        | 1966            | Закрытое | Южное Бутово, 36-й км Курской железной дороги               | 22          | Да                 |
| Захарьинское     | Начало XIX века | Закрытое | Южное Бутово, деревня Захарьино, улица Николая Сироткина    | 11          | Нет                |
| Качаловское      | XVII век        | Закрытое | Северное Бутово, МКР-5, Старокачаловская улица, владение 8а | 1           | Нет                |
| Старо-Покровское | 1958            | Закрытое | 1-й Дорожный проезд, владение 10                            | 0,9         | Нет                |
| Черневское       | XVII век        | Закрытое | Южное Бутово, Южнобутовская улица                           | 2,4         | Да                 |
| Ясеневское       | XVIII век       | Закрытое | Новоясеневский проспект, владение 42                        | 1,8         | Да                 |

Галерея
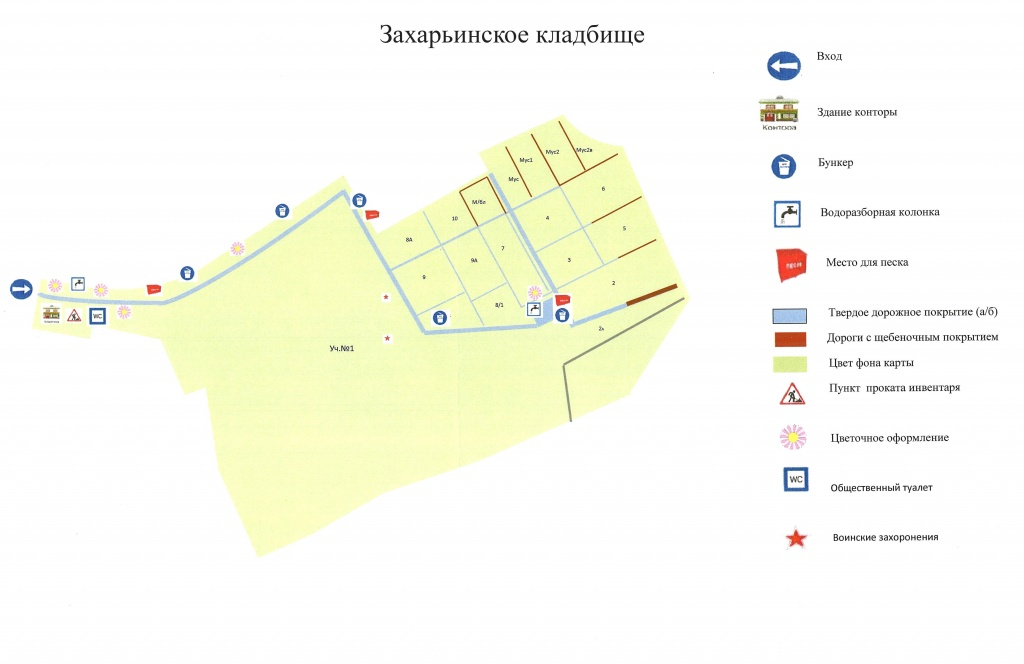
Схема Захарьинского кладбища, 2017
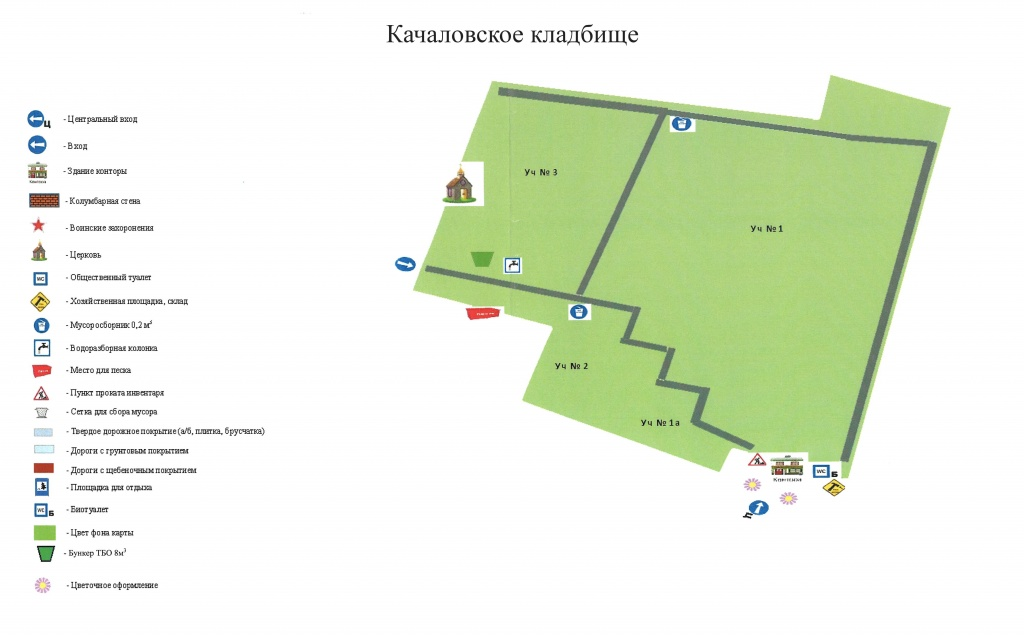
Схема Качаловского кладбища, 2017
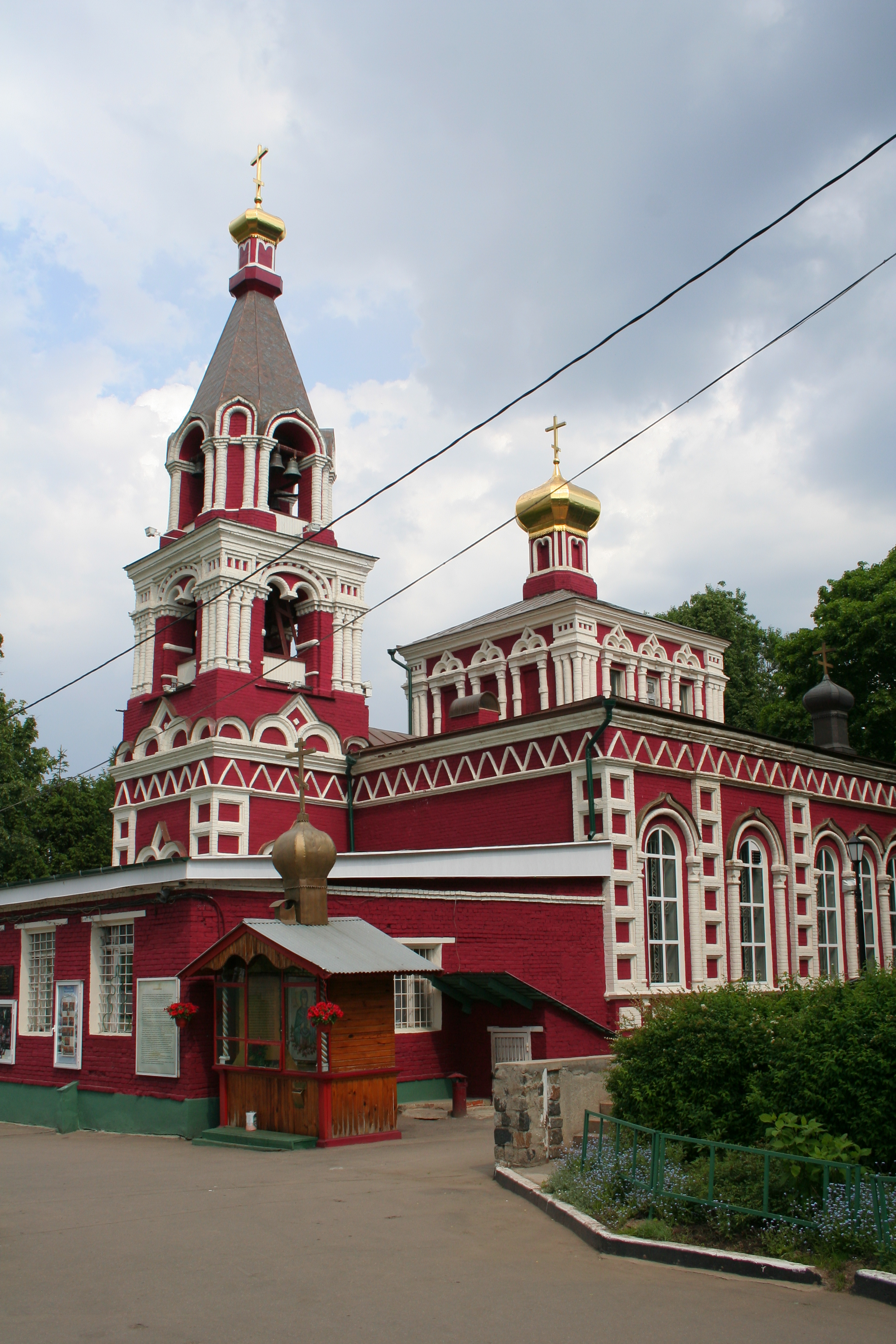
Храм Великомученицы Параскевы Пятницы на Качаловском кладбище, 2010

#### Западный АО
| Название                        | Год открытия | Тип      | Адрес                                       | Площадь, га | Наличие колумбария |
| ------------------------------- | ------------ | -------- | ------------------------------------------- | ----------- | ------------------ |
| Востряковское (Центральное)     | 1932         | Закрытое | Озёрная улица, владение 47, корпуса 3-8     | 58,4        | Да                 |
| Востряковское (Северное)        | 1962         | Закрытое | Озёрная улица, владение 47, корпуса 3-8     | 25,8        | Да                 |
| Востряковское (Южное) иудейское | 2017         | Открытое | Боровское шоссе, проектируемый проезд № 634 | 5,8         | Нет                |
| Кунцевское                      | XVII век     | Закрытое | Рябиновая улица, владение 20                | 16,68       | Да                 |
| Орловское                       | 1698         | Закрытое | Староорловская улица                        | 0,65        | Нет                |
| Рублёвское                      | 1920         | Закрытое | Посёлок Рублёво                             | 3,8         | Да                 |
| Троекуровское                   | 1962         | Закрытое | Рябиновая улица, владение 24                | 33,7        | Да                 |

Галерея
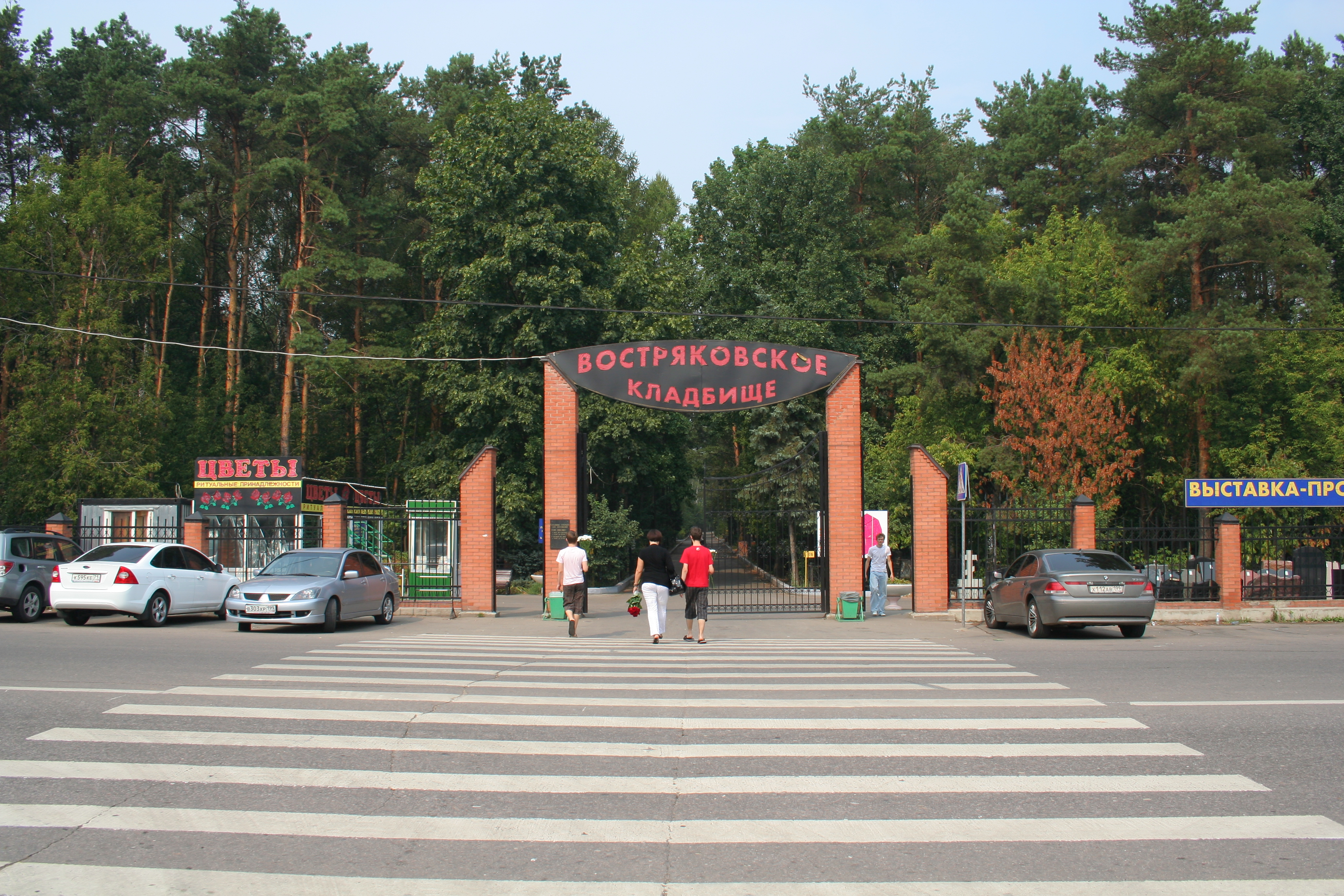
Вход на Востряковское кладбище, 2010
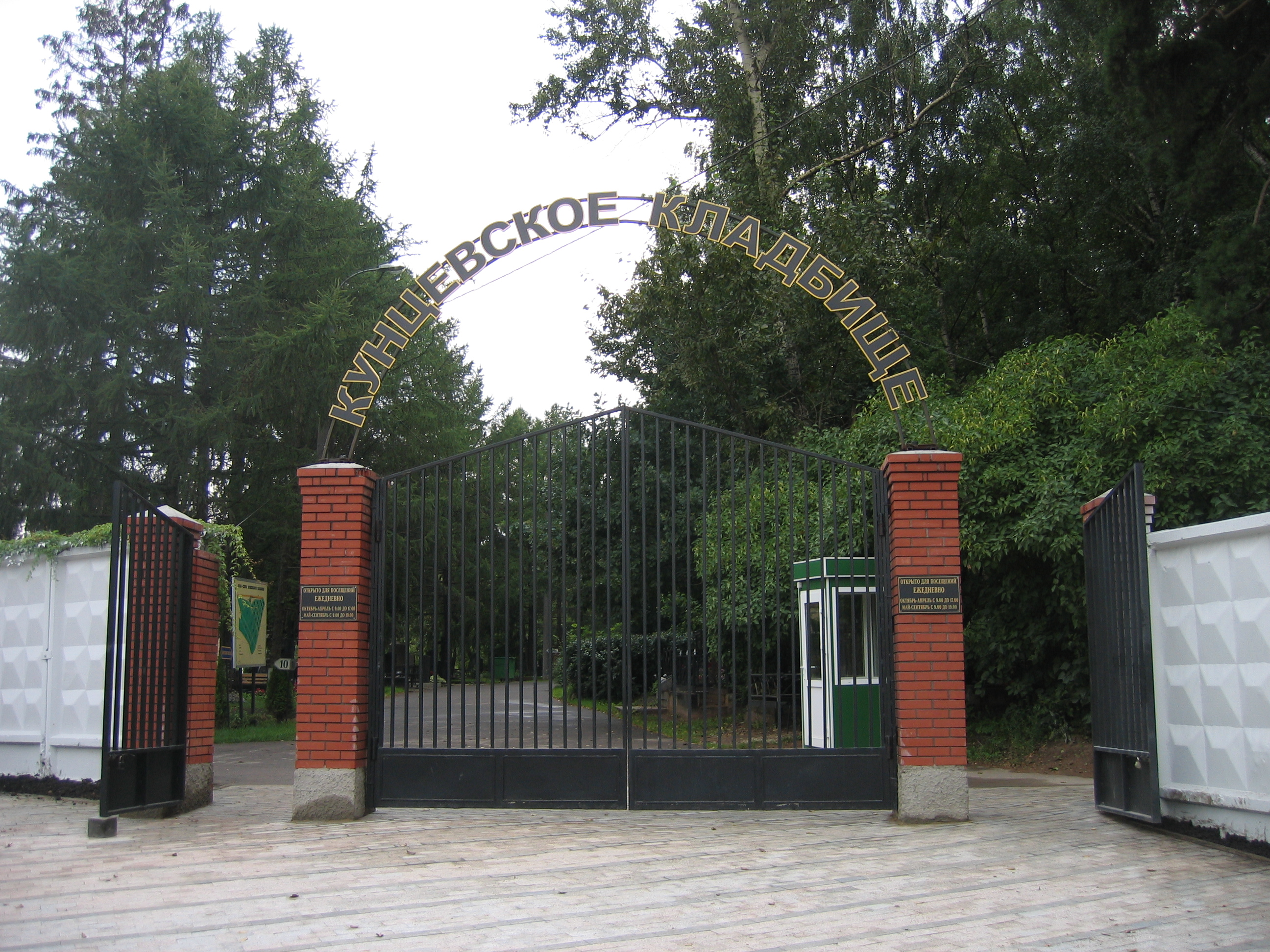
Входные ворота Кунцевского кладбища, 2008
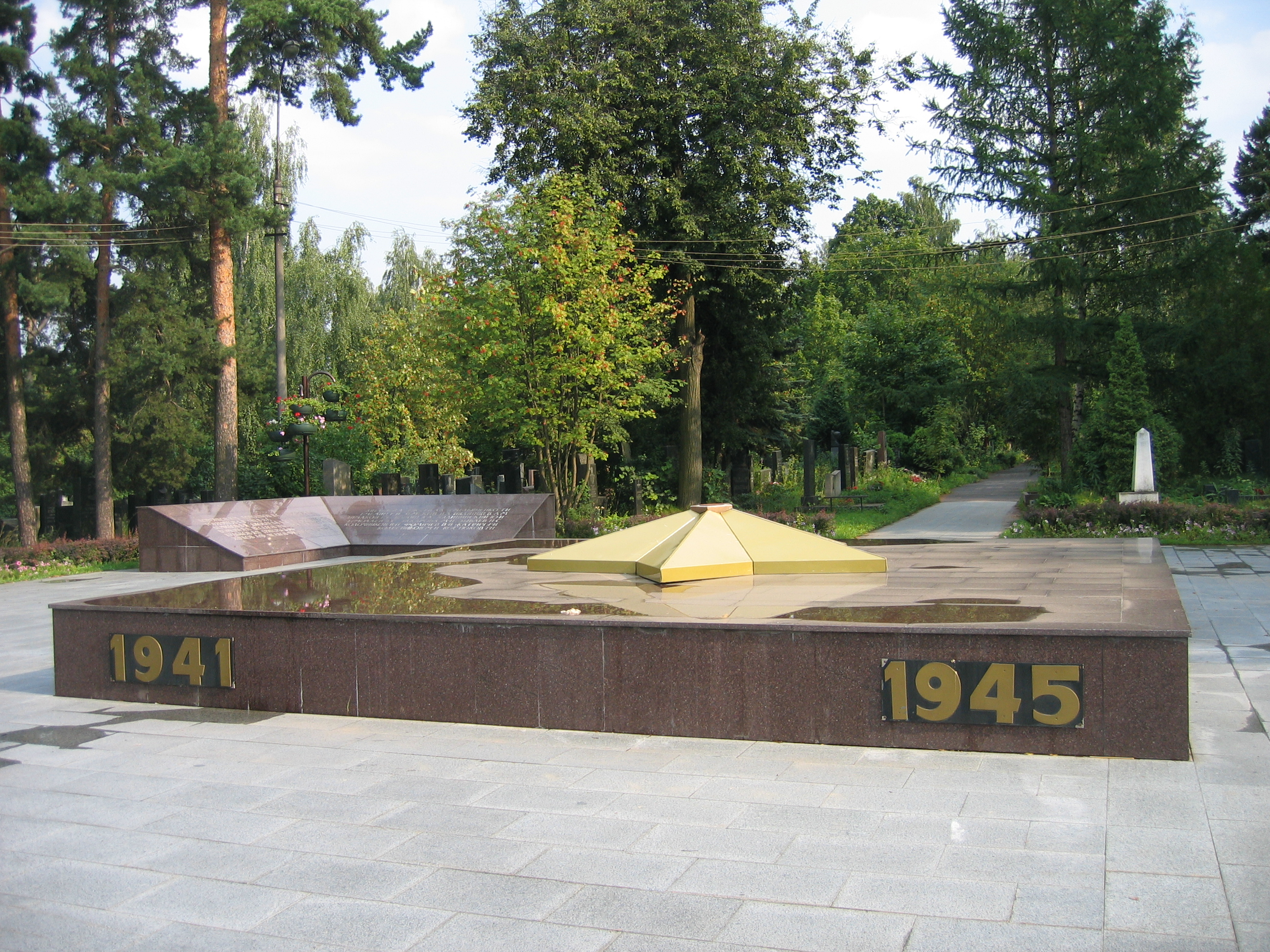
Военный мемориал Кунцевского кладбища, 2008

#### Северо-Западный АО
| Название         | Год открытия | Тип      | Адрес                                     | Площадь, га | Наличие колумбария |
| ---------------- | ------------ | -------- | ----------------------------------------- | ----------- | ------------------ |
| Рождественское   | XVIII век    | Закрытое | 1-я Муравская улица, владение 39          | 1,1         | Нет                |
| Троице-Лыковское | XVI век      | Закрытое | Улица Твардовского, владение 12, корпус 3 | 1,3         | Нет                |

#### Зеленоградский АО
| Название                     | Год открытия | Тип      | Адрес                                                    | Площадь, га | Наличие колумбария |
| ---------------------------- | ------------ | -------- | -------------------------------------------------------- | ----------- | ------------------ |
| Алабушевское                 | 2012         | Открытое | Город Зеленоград, промзона «Алабушево»                   | 34,6        | Да                 |
| Зеленоградское (Центральное) | 1967         | Закрытое | Город Зеленоград, проезд № 4921, дом 3 строения 1, 2     | 20,9        | Да                 |
| Зеленоградское (Северное)    | 1997         | Закрытое | Город Зеленоград, проезд № 710, дом 19, строения 1, 3, 4 | 14,7        | Нет                |
| Никольское                   | 2005         | Закрытое | Город Зеленоград, Московский проспект                    | 1,6         | Да                 |

#### Троицкий АО
| Название           | Год открытия | Тип      | Адрес                                               | Площадь, га | Наличие колумбария |
| ------------------ | --- | -------- | --------------------------------------------------- | ----------- | ------------------ |
| Белоусово          | 1900 | Закрытое | Поселение Новофёдоровское, деревня Белоусово        | 0,55        | Нет                |
| Богородское        | 1750 | Закрытое | Поселение Роговское, деревня Богородское            | 2,5         | Нет                |
| Богоявление        | В составе московских кладбищ с 2012 года | Закрытое | Поселение Вороновское, село Богоявление             | 0,43        | Нет                |
| Былово             | Первые упоминания относятся к XVII веку, в составе московских кладбищ с 2012 года                                                                                           | Закрытое | Поселение Краснопахорское, село Былово              | 0,7         | Нет                |
| Былово-1           | В составе московских кладбищ с 2012 года | Закрытое | Поселение Краснопахорское, деревня Былово           | 0,16        | Нет                |
| Варварино          | Первые упоминания относятся к XVI веку, в составе московских кладбищ с 2012 года                                                                                            | Закрытое | поселение Краснопахорское, деревня Варварино        | 0,54        | Нет                |
| Васюнино           | В составе московских кладбищ с 2012 года | Закрытое | Поселение Роговское, деревня Васюнино               | 0,4         | Нет                |
| Вороново           | В составе московских кладбищ с 2012 года | Закрытое | Поселение Вороновское, село Вороново                | 1,38        | Нет                |
| Ворсино            | В составе московских кладбищ с 2012 года | Закрытое | Поселение Вороновское, деревня Ворсино              | 0,29        | Нет                |
| Губцево            | 1964 | Закрытое | Поселение Первомайское, деревня Губцево             | 8,1         | Нет                |
| Жохово             | Кладбище начиналось с погоста при селе на речке Трешня, которое впервые упоминается в писцовых книгах середины XVII века                                                    | Закрытое | Поселение Клёновское, деревня Жохово                | 0,5         | Нет                |
| Зосимова пустынь   | 1880 | Закрытое | Поселение Новофёдоровское, посёлок Зосимова Пустынь | 0,66        | Нет                |
| Исаково            | В составе московских кладбищ с 2012 года | Закрытое | Поселение Михайлово-Ярцевское, деревня Исаково      | 4,8         | Нет                |
| Клёново            | В составе московских кладбищ с 2012 года. В 300 метрах от территории, которую занимает кладбище, располагается Николаевская церковь, основанная в первой половине XVII века | Закрытое | Поселение Клёновское, село Клёново                  | 2,7         | Нет                |
| Клоково            | 1850 | Закрытое | Поселение Первомайское, деревня Клоково             | 0,18        | Нет                |
| Красное            | Погост при одноимённом селе, которое впервые упоминается в документах XVIII века, в составе московских кладбищ с 2012 года                                                  | Закрытое | Поселение Краснопахорское, село Красное             | 1,4         | Нет                |
| Кузнецово          | 1950 | Закрытое | Поселение Новофёдоровское, деревня Кузнецово        | 1,08        | Нет                |
| Лукошкино          | В составе московских кладбищ с 2012 года | Закрытое | Поселение Клёновское, деревня Лукошкино             | 1,4         | Нет                |
| Маврино            | В составе московских кладбищ с 2012 года | Закрытое | Поселение Клёновское, Маврино                       | 0,5         | Нет                |
| Никольское         | 1958 | Закрытое | Поселение Вороновское, село Никольское              | 0,47        | Нет                |
| Новогромово        | В составе московских кладбищ с 2012 года | Закрытое | Поселение Вороновское, деревня Новогромово          | 0,3         | Нет                |
| Ознобишино         | Погост одноимённого селения, известного с XVII века, в составе московских кладбищ с 2012 года                                                                               | Закрытое | Поселение Щаповское, деревня Ознобишино             | 1,8         | Нет                |
| Пёсье              | В составе московских кладбищ с 2012 года | Закрытое | Поселение Щаповское, деревня Пёсье                  | 0,48        | Нет                |
| Поповка            | 1900 | Закрытое | Поселение Первомайское, деревня Поповка             | 0,51        | Нет                |
| Пучково            | 1900 | Закрытое | Поселение Первомайское, деревня Пучково             | 1,88        | Нет                |
| Раево              | В составе московских кладбищ с 2012 года | Закрытое | Поселение Краснопахорское, деревня Раево            | 0,7         | Нет                |
| Рождественно       | В составе московских кладбищ с 2012 года | Закрытое | Поселение Роговское, деревня Рождественно           | 4,99        | Нет                |
| Романцево          | Погост одноимённого села, известного с середины XIX века, в составе московских кладбищ с 2012 года                                                                          | Закрытое | Поселение Краснопахорское, деревня Романцево        | 0,38        | Нет                |
| Руднево            | 1940 | Закрытое | Поселение Новофёдоровское, деревня Руднево          | 1,2         | Нет                |
| Сальково           | Погост одноимённого села, известного с XVI века, в составе московских кладбищ с 2012 года                                                                                   | Закрытое | Поселение Клёновское, село Сальково                 | 0,54        | Нет                |
| Сатино-Русское     | Погост одноимённого села, известного с XIV века, в составе московских кладбищ с 2012 года                                                                                   | Закрытое | Поселение Щаповское, деревня Сатино-Русское         | 1,53        | Нет                |
| Свитино            | В составе московских кладбищ с 2012 года | Закрытое | Поселение Вороновское, село Свитино                 | 1,33        | Нет                |
| Спас-Купля         | В составе московских кладбищ с 2012 года | Закрытое | Поселение Роговское, деревня Спас-Купля             | 0,62        | Нет                |
| Товарищево-1       | В составе московских кладбищ с 2012 года | Закрытое | Поселение Клёновское, деревня Товарищево            | 0,54        | Нет                |
| Троицкое городское | 1987 | Закрытое | Поселение Краснопахорское, вблизи деревни Подосинки | 6,21        | Да                 |
| Хатминки           | 1958 | Закрытое | Поселение Первомайское, деревня Хатминки            | 0,42        | Нет                |
| Чириково           | Погост одноимённого села, известного с XVII века, в составе московских кладбищ с 2012 года                                                                                  | Закрытое | Поселение Краснопахорское, деревня Чириково         | 0,19        | Нет                |
| Щапово             | В составе московских кладбищ с 2012 года | Закрытое | Поселение Щаповское, посёлок Щапово                 | 2,5         | Нет                |
| Юдановка           | В составе московских кладбищ с 2012 года | Закрытое | Поселение Вороновское, деревня Юдановка             | 0,73        | Нет                |

#### Новомосковский АО
| Название              | Год открытия                                                                                             | Тип      | Адрес                                                                | Площадь, га | Наличие колумбария |
| --------------------- | --- | -------- | -------------------------------------------------------------------- | ----------- | ------------------ |
| Анкудиново            | 1981 | Закрытое | Поселение Марушкинское, деревня Анкудиново                           | 7,88        | Нет                |
| Барыши                | В составе московских кладбищ с 2012 года                                                                 | Закрытое | Город Щербинка, Весенняя улица                                       | 0,68        | Нет                |
| Большое Покровское    | 1939 | Закрытое | Поселение Марушкинское, деревня Большое Покровское                   | 1,1         | Нет                |
| Большое Свинорье      | 1911 | Закрытое | Поселение Марушкинское, деревня Большое Свинорье                     | 7,58        | Нет                |
| Ватутинское           | Начало 1940-х годов                                                                                      | Закрытое | Поселение Десёновское, деревня Ватутинки                             | 3,44        | Нет                |
| Девятское             | В составе московских кладбищ с 2012 года                                                                 | Закрытое | Поселение Рязановское, деревня Девятское                             | 9,7         | Нет                |
| Ивановское            | Начало XX века                                                                                           | Закрытое | Поселение Сосенское, деревня Ямонтово                                | 5,44        | Нет                |
| Изваринское           | Образовано при церкви, построенной в 1905 году, в составе московских кладбищ с 2012 года                 | Закрытое | Поселение Внуковское, деревня Изварино                               | 1,38        | Нет                |
| Кувекинское           | Начало 1940-х годов                                                                                      | Закрытое | Поселение Десёновское, деревня Кувекино                              | 1,23        | Нет                |
| Летовское             | Начало 1950-х годов                                                                                      | Закрытое | Поселение Сосенское, село Летово                                     | 0,51        | Нет                |
| Николо-Хованское      | 2013 | Закрытое | Поселение Сосенское, поселение «Мосрентген», 21-й км Киевского шоссе | 5,3         | Нет                |
| Остафьево             | В составе московских кладбищ с 2012 года                                                                 | Закрытое | Поселение Рязановское, вблизи села Остафьево                         | 7,2         | Нет                |
| Переделкинское        | Существовало как сельское кладбище по меньшей мере с XVII века, в составе московских кладбищ с 2012 года | Закрытое | Поселение Внуковское, посёлок ДСК «Мичуринец»                        | 3,51        | Нет                |
| Передельцевское       | В составе московских кладбищ с 2012 года                                                                 | Закрытое | Поселение Московский, город Московский                               | 3           | Нет                |
| Прокшинское           | Начало 1940-х годов                                                                                      | Закрытое | Поселение Сосенское, деревня Прокшино                                | 3,09        | Нет                |
| Пыхтинское            | Начало 1940-х годов                                                                                      | Закрытое | Поселение Внуковское, село Пыхтино                                   | 16          | Да                 |
| Ракитки               | 1992 | Закрытое | Поселение Десёновское, в районе деревни Десна                        | 30,3        | Нет                |
| Саларьевское          | В составе московских кладбищ с 2012 года                                                                 | Закрытое | Поселение Московский, деревня Саларьево                              | 1,58        | Нет                |
| Середневское          | В составе московских кладбищ с 2012 года                                                                 | Закрытое | Поселение Филимонковское, деревня Середнево                          | 0,4         | Нет                |
| Сосенское             | Начало 1940-х годов                                                                                      | Закрытое | Поселение Сосенское, деревня Сосенки                                 | 4,56        | Нет                |
| Станиславское         | Начало 1940-х годов                                                                                      | Закрытое | Деревня Станиславль                                                  | 1,07        | Нет                |
| Филимонковское        | В составе московских кладбищ с 2012 года                                                                 | Закрытое | Поселение Филимонковское, посёлок Филимонки                          | 0,31        | Нет                |
| Хованское Центральное | 1972 | Закрытое | Поселение Сосенское, поселение «Мосрентген», 21-й км Киевского шоссе | 87          | Да                 |
| Хованское Северное    | 1978 | Закрытое | Поселение Сосенское, поселение «Мосрентген», 21-й км Киевского шоссе | 62          | Да                 |
| Хованское Западное    | 1992 | Открытое | Поселение Сосенское, поселение «Мосрентген», 21-й км Киевского шоссе | 48          | Да                 |
| Яковлевское           | Начало 1960-х годов                                                                                      | Закрытое | Поселение Десёновское, деревня Яковлево                              | 0,08        | Нет                |

Галерея
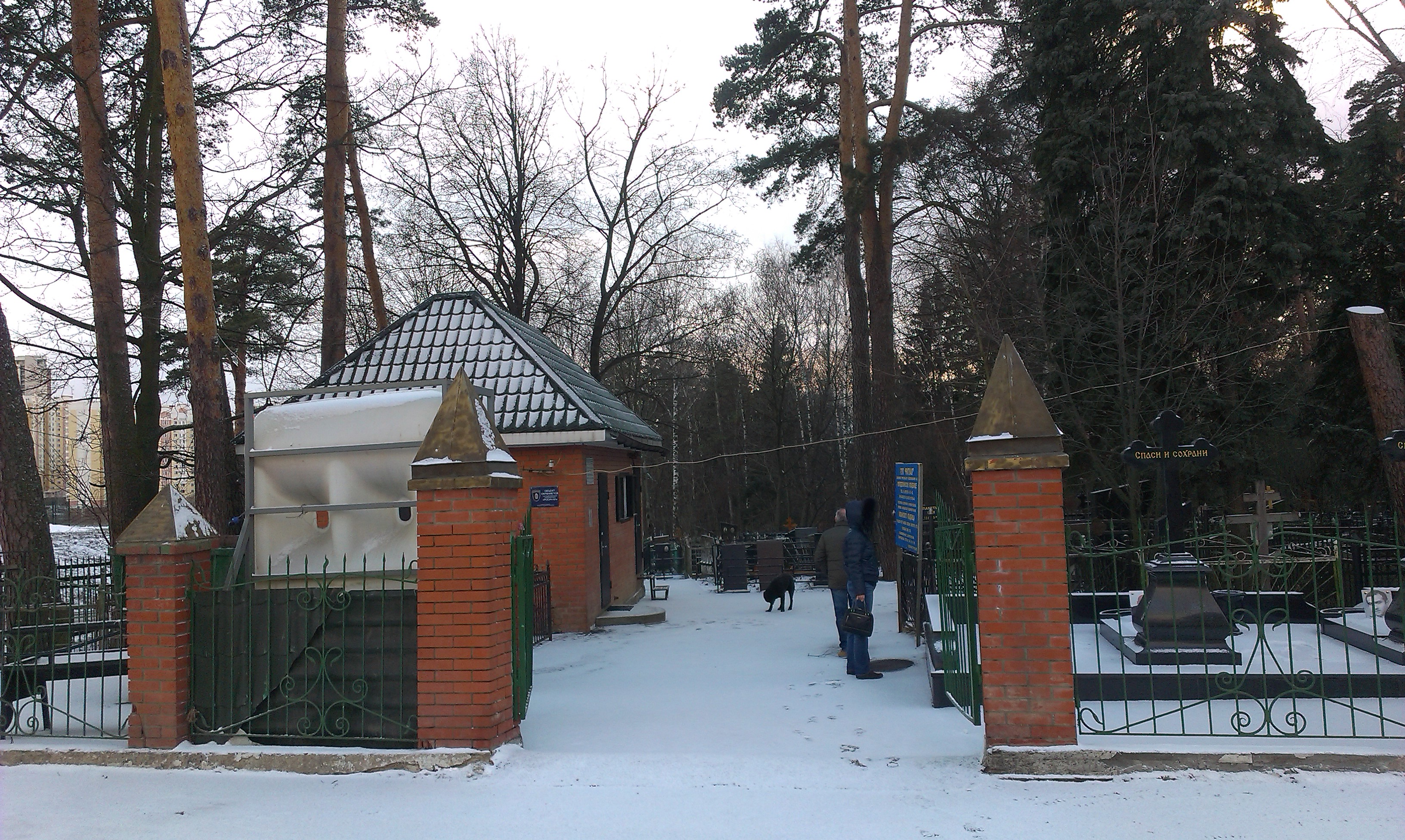
Переделкинское кладбище, 2015
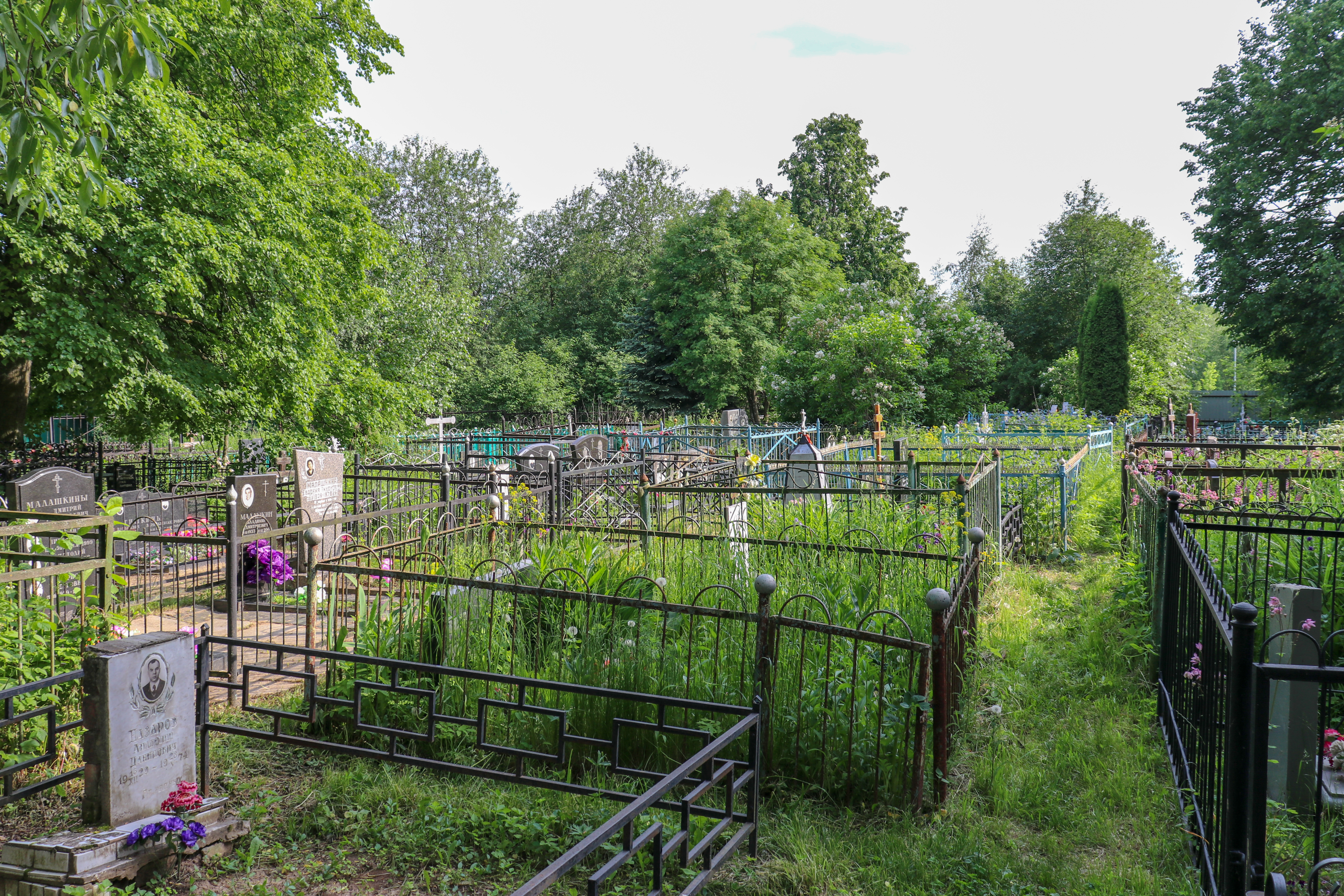
Летовское кладбище, 2020

#### Московская область
| Название                     | Год открытия | Тип      | Адрес                                                                                 | Площадь, га | Наличие колумбария |
| ---------------------------- | ------------ | -------- | ------------------------------------------------------------------------------------- | ----------- | ------------------ |
| Долгопрудненское Центральное | 1958         | Закрытое | город Долгопрудный, Лихачёвский проезд, дом 1                                         | 60,5        | Да                 |
| Долгопрудненское Южное       | 1978         | Закрытое | город Долгопрудный, Лихачёвский проезд, дом 1                                         | 27,9        | Нет                |
| Домодедовское                | 1988         | Закрытое | городской округ Домодедово, вблизи деревни Истомиха                                   | 176,4       | Да                 |
| Лианозовское                 | 1900         | Закрытое | городской округ Мытищи, 83-й км МКАД                                                  | 12,3        | Нет                |
| Митинское                    | 1978         | Закрытое | городской округ Красногорск, сельское поселение Отрадненское, Пятницкое шоссе, 6-й км | 106,88      | Да                 |
| Николо-Архангельское         | 1960         | Закрытое | Балашиха, Окольная улица, владение 4                                                  | 138         | Да                 |
| Перепечинское                | 1999         | Закрытое | городской округ Солнечногорск                                                         | 128,14      | Да                 |
| Щербинское Центральное       | 1982         | Закрытое | городской округ Подольск, сельское поселение Стрелковское                             | 60          | Да                 |
| Щербинское Южное             | 1997         | Закрытое | городской округ Подольск, сельское поселение Стрелковское                             | 30          | Да                 |
| Ястребковское                | 2020         | Открытое | Одинцовский городской округ, близ деревни Ястребки                                    | 8           | Да                 |

Галерея
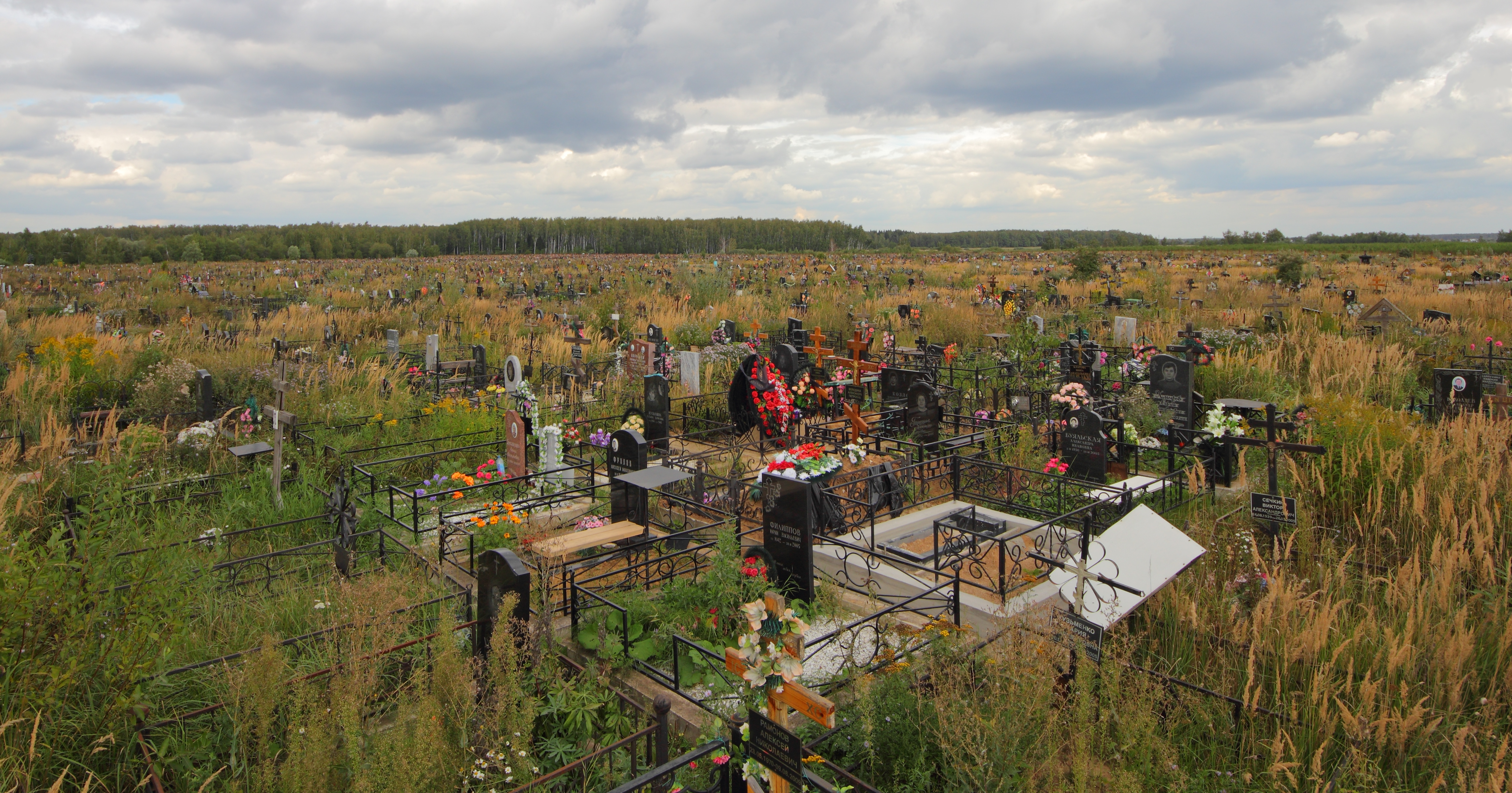
Домодедовское кладбище, панорама, 2012
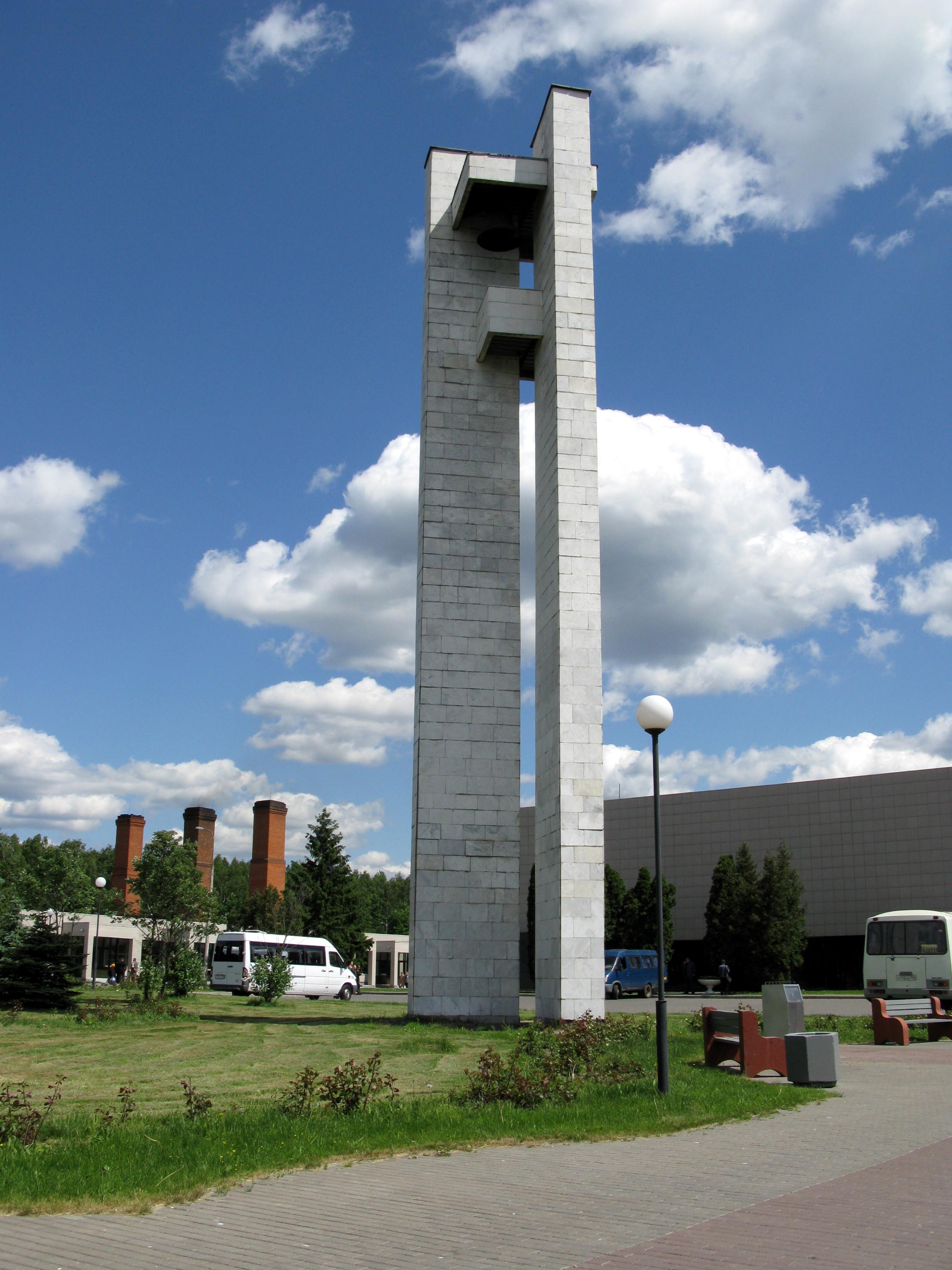
Николо-Архангельское кладбище, крематорий, 2009
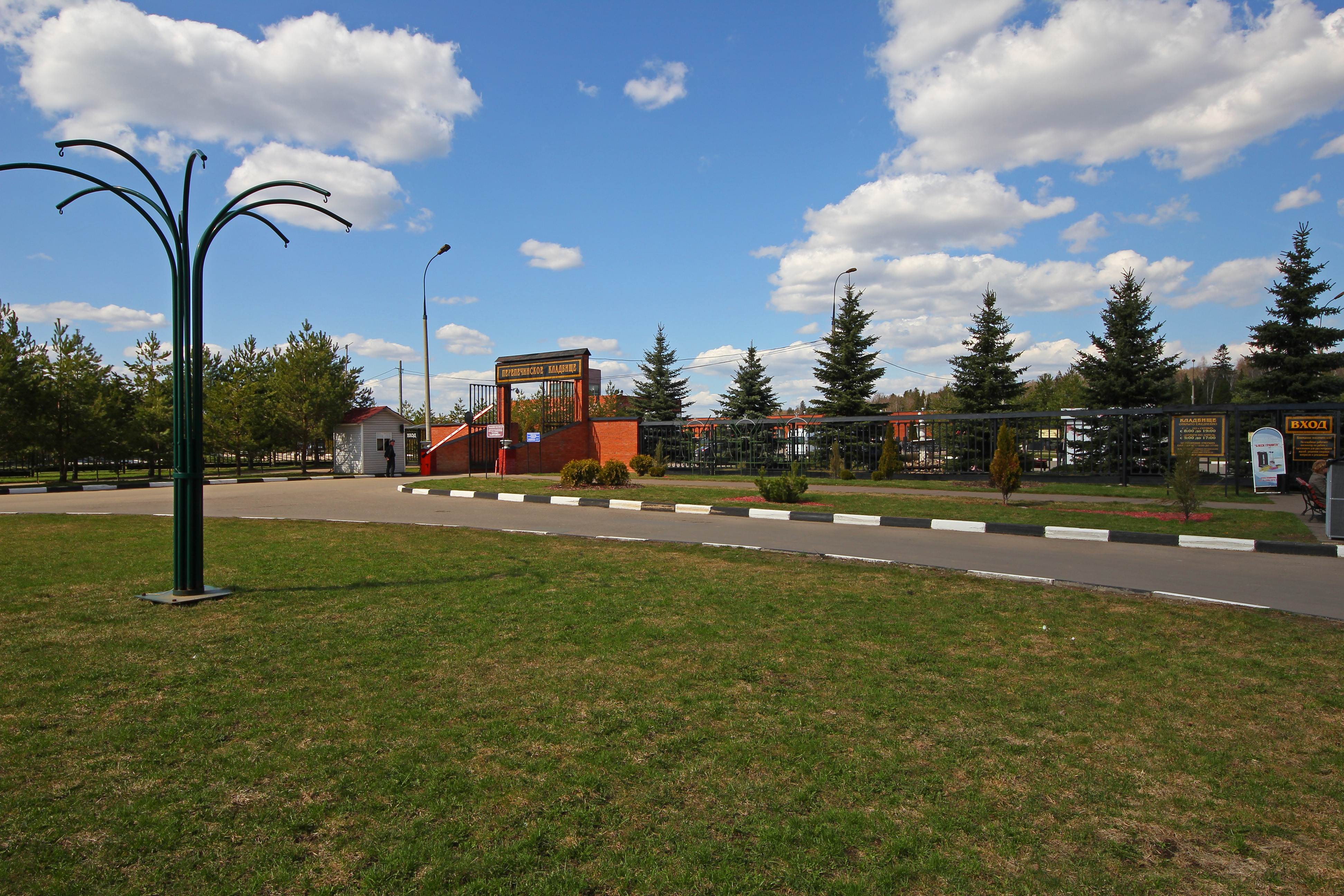
Перепечинское кладбище, 2011

### Прочие кладбища
| Название                                                            | Год открытия | Адрес                                                               | Площадь, га | Сохранилось | Примечания |
| ------------------------------------------------------------------- | ------------ | ------------------------------------------------------------------- | ----------- | ----------- | --- |
| Некрополь у Кремлёвской стены                                       | XVI век      | Кремлёвская стена между Никольской и Спасской башнями               | Нет данных  | Да          | |
| Тимирязевское кладбище                                              | 1941         | Тимирязевская улица, 49                                             | 0,5         | Да          | |
| Некрополь Донского монастыря                                        | XVIII век    | Донская площадь, 1                                                  | 2,5         | Да          | |
| Некрополь Успенского собора                                         | XII век      | Кремль, Соборная площадь                                            | Нет данных  | Да          | |
| Захоронения жертв хана Тохтамыша                                    | 1382         | Нет данных                                                          | Нет данных  | Нет         | Захоронение обнаружено в 1898 году при раскопке котлована для памятника Александру II в Кремле |
| Кладбище при соборе Василия Блаженного                              | XVI век      | Нет данных                                                          | Нет данных  | Нет         | Приходское кладбище, даты основания и ликвидации неизвестны, по состоянию на 1817 год кладбище ещё существовало, однако уже было закрыто |
| Захоронения в Зарядье                                               | Нет данных   | Нет данных                                                          | Нет данных  | Нет         | Уничтожены в 1950-е годы при сносе района |
| Кладбище при Храме Успения Пресвятой Богородицы на Могильцах        | XVI век      | Нет данных                                                          | Нет данных  | Нет         | Изначально на кладбище хоронили московских стрельцов, среди которых полковники Иван Зубов и Афанасий Иванович Лёвшин |
| Кладбище при храме Гребневской Божией Матери                        | XVI век      | Угол Лубянского проезда и Мясницкой улицы                           | Нет данных  | Нет         | В 1927-м при раскопках у самых стен церкви были обнаружены кирпичные склепы с захоронениями XVII—XVIII веков, в которых сохранились гробы, сарафаны, туфли, покровы были в отличном состоянии и практически не тронуты тлением. Кладбище уничтожено вместе с храмом в 1935 году, там были похоронены учитель Петра I Никита Зотов, писатель Василий Тредиаковский, математик Леонтий Магницкий и его жена |
| Кладбище при церкви Рождения Богородицы                             | Нет данных   | Улица Малая Дмитровка, 4                                            | Нет данных  | Нет         | Приходское кладбище старой деревянной церкви, сгоревшей в 1649 году. На её месте построили каменную без сохранения кладбища. При реставрации в 1950-х в кладке стен были обнаружены надгробия этого некрополя |
| Кладбище при храме Святителей Афанасия и Кирилла на Сивцевом Вражке | XVI век      | Филипповский переулок, дом 3                                        | 0,09        | Нет         | В 1972 году возле храма прокладывали траншею и обнаружили захоронение только черепов. Считается, что это головы казнённых по воле Ивана Грозного |
| Кладбище при храме Иверской иконы Божией Матери на Всполье          | 1625         | Улица Большая Ордынка, № 39/22                                      | Нет данных  | Нет         | В начале 2000-х при восстановительных работах обнаруживались человеческие кости в поверхностных слоях земли. Подобные находки собирают причетники, планируется создать общую могилу и захоронить в ней все обнаруженные останки |
| Некрополь Моисеевского монастыря                                    | XVI век      | Северо-западная часть современной Манежной площади                  | Нет данных  | Нет         | Обнаружен в 1995 году при археологических исследованиях на Манежной площади и перенесён на кладбище «Ракитки» |
| Неизвестное кладбище под Манежем                                    | Нет данных   | Манежная площадь, 1                                                 | XVI век     | Нет         | В 2004 году после пожара, уничтожившего выставочный зал, были произведены раскопки. Археологи обнаружили православное кладбище, которое считается древнейшим за пределами Кремля. Благодаря этой находке удалось выяснить, что в древние времена на этом месте располагалась церковь. Останки были перезахоронены на кладбище «Ракитки»                                                                   |
| Лазаревское                                                         | 1750         | Улица Советской Армии 12                                            | Нет данных  | Нет         | |
| Дорогомиловское                                                     | 1771         | Между Можайским шоссе (ныне — Кутузовский проспект) и Москвой-рекой | Нет данных  | Нет         | Уничтожено в 1948 году, а могилы, представлявшие для государства ценность, были перенесены на Новодевичье и Ваганьковское кладбища |
| Семёновское                                                         | 1771         | Измайловское шоссе, 2                                               | Нет данных  | Нет         | |
| Некрополь Алексеевского монастыря                                   | 1842         | 2-й Красносельский переулок, 7                                      | Нет данных  | Нет         | |
| Некрополь Скорбященского монастыря                                  | 1894         | Угол Новослободской улицы и Вадковского переулка                    | Нет данных  | Нет         | |
| Кладбище при храме Живоначальной Троицы на Воробьёвых горах         | XVII век     | Воробьёво, Воробьёвы горы                                           | Нет данных  | Нет         | Целенаправленно кладбище не ликвидировалось, есть сведения, что в 1970-х годах на нём находилось по меньшей мере 15-20 различных каменных надгробий, а по состоянию на 2015-й остался один памятник — на могиле протоиерея Петра Соколова, служившего настоятелем с 1867 по 1910 год |
| Кладбище при храме Всех Святых во Всехсвятском                      | XVIII век    | Ленинградский проспект, дом 73                                      | Нет данных  | Да          | |

Галерея
Тимирязевское кладбище, 2012
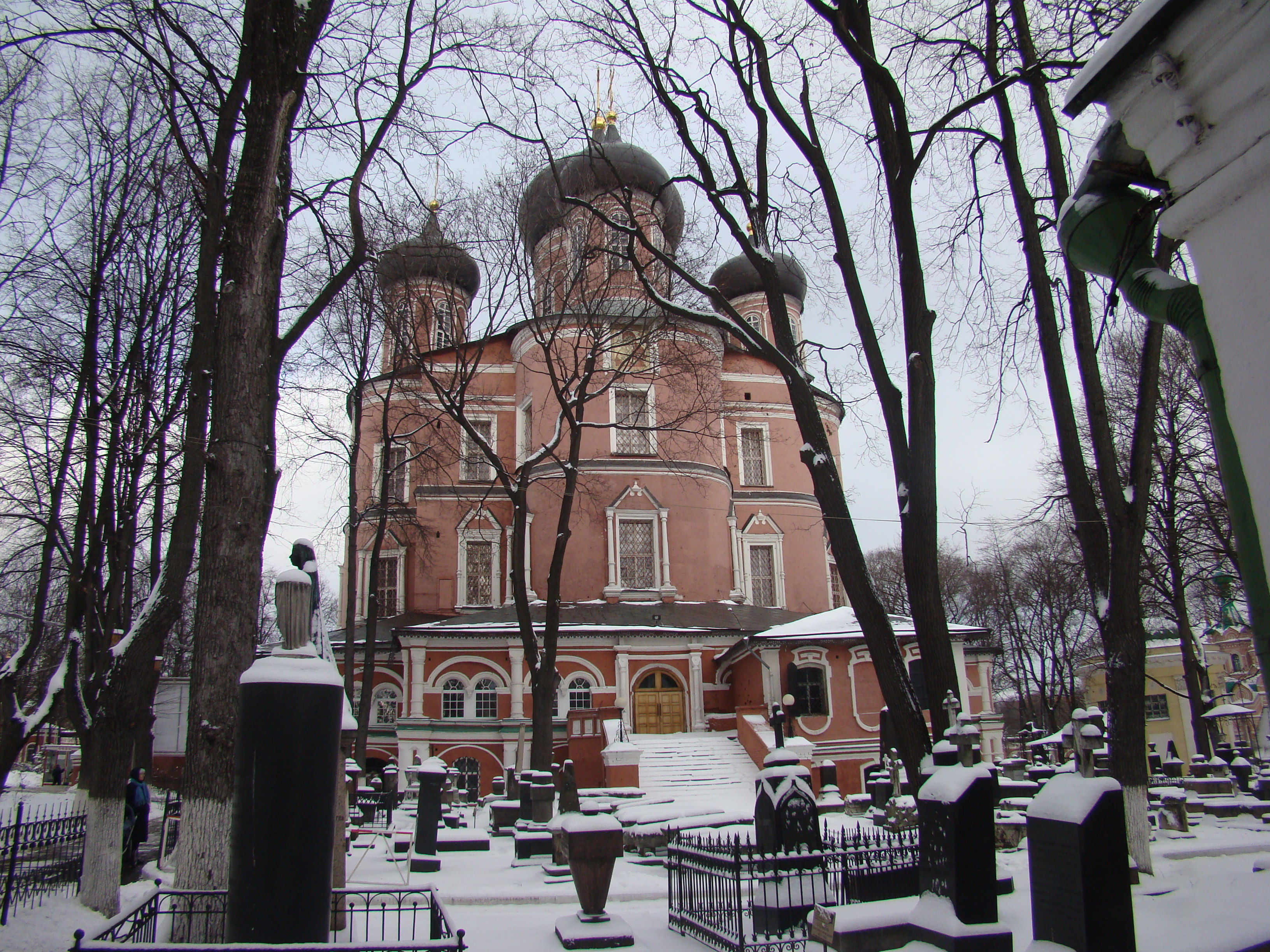
Некрополь Донского монастыря, 2008
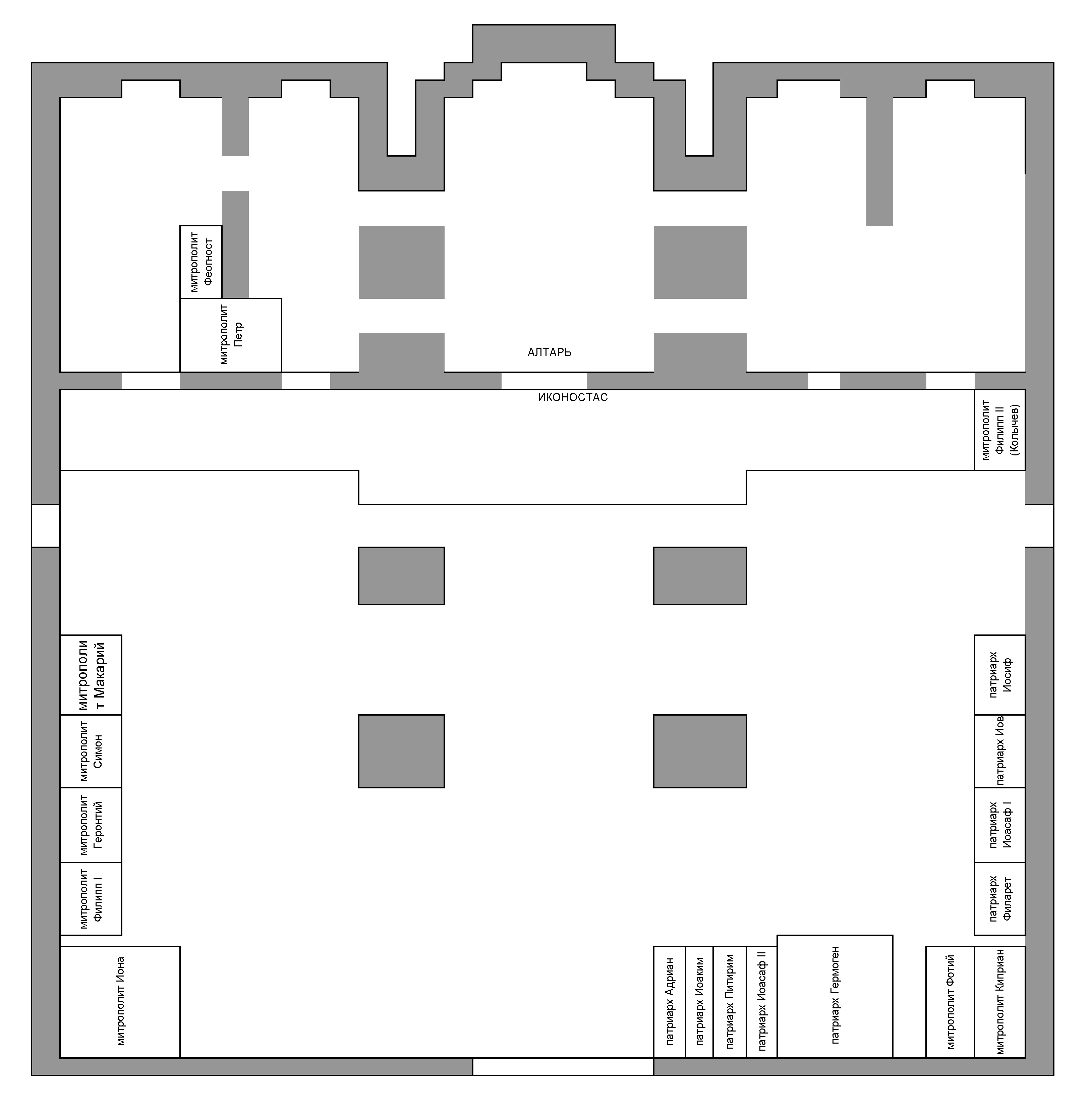
Схема расположения захоронений в Успенском соборе, 2015
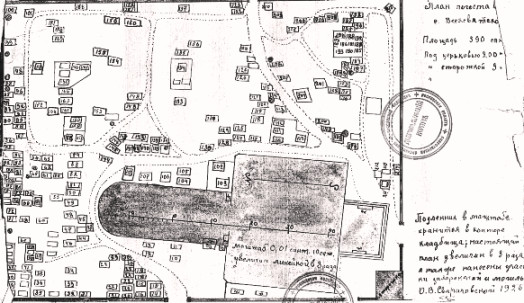
План Всехсвятского кладбища, 1926

### Крематории

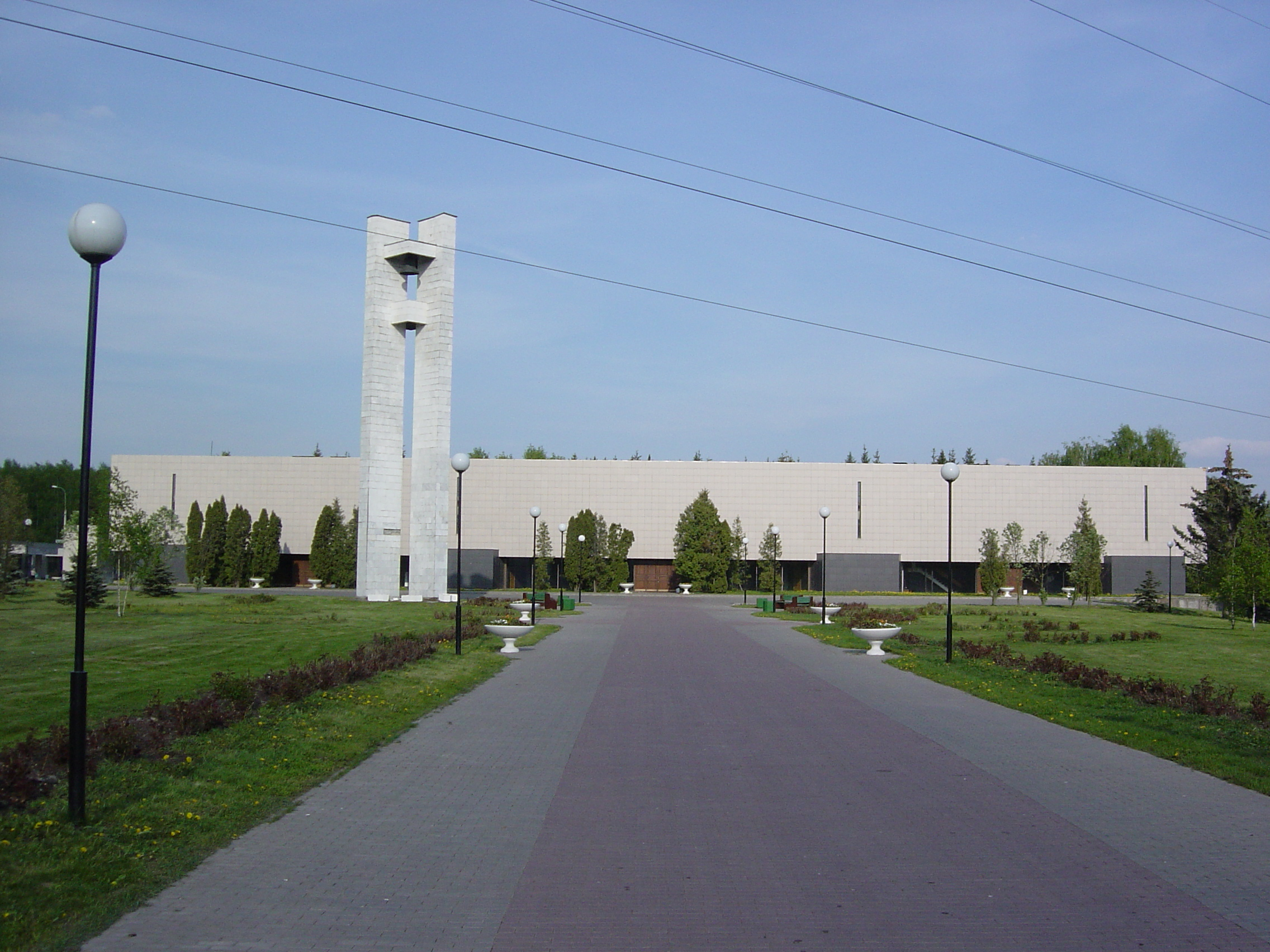
Николо-Архангельский крематорий, 2008

| Название                        | Адрес                                                                                       |
| ------------------------------- | ------------------------------------------------------------------------------------------- |
| Митинский крематорий            | Московская область, Красногорский район, 6-й км Пятницкого шоссе                            |
| Николо-Архангельский крематорий | Городской округ Балашиха, город Балашиха, микрорайон Салтыковка, Окольная улица, владение 4 |
| Хованский крематорий            | Кладбище Хованское, строение 1                                                              |

## Нормативно-правовые акты о погребении и похоронном деле

### Федеральные законы
1. Федеральный закон от 12.01.1996 № 8-ФЗ «О погребении и похоронном деле»
2. Закон РФ от 14.01.1993 № 4292-1 «Об увековечении памяти погибших при защите Отечества»

### Постановления правительства
1. Постановление Правительства РФ от 06.05.1994 № 460 «О нормах расходов денежных средств на погребение погибших (умерших) военнослужащих, сотрудников органов внутренних дел, учреждений и органов уголовно-исполнительной системы, государственной противопожарной службы, органов по контролю за оборотом наркотических средств и психотропных веществ, федеральных органов налоговой полиции и таможенных органов, граждан, призванных на военные сборы, и лиц, уволенных с военной службы (службы), а также на изготовление и установку надгробных памятников»
2. Постановление Правительства РФ от 20.03.2003 № 164 «Об утверждении Положения о погребении лиц, смерть которых наступила в результате пресечения совершенного ими террористического акта»
3. Постановление Правительства РФ от 05.12.2006 № 740 «О надгробии, сооружаемом на могиле умершего (погибшего) Героя Социалистического Труда, Героя Труда Российской Федерации и полного кавалера ордена Трудовой Славы за счет средств федерального бюджета»
4. Постановление Правительства РФ от 21.03.1994 «О порядке изготовления и сооружения надгробий на могилах Героев Советского Союза, Героев Российской Федерации и полных кавалеров ордена Славы»

### Федеральные нормативные акты
1. Приказ ГФС России от 21.07.2004 № 262 «О порядке погребения погибших (умерших) лиц начальствующего состава федеральной фельдъегерской связи, оплаты ритуальных услуг и расходов на изготовление и установку надгробных памятников»
2. Приказ МЧС РФ от 30.06.2004 № 307 «О порядке погребения погибших (умерших) военнослужащих войск гражданской обороны, спасательных воинских формирований МЧС России, военнослужащих и сотрудников Государственной противопожарной службы МЧС России, граждан, призванных на военные сборы, и лиц, уволенных с военной службы (службы)»
3. Приказ МВД России от 31.12.2002 № 1272 «Об утверждении Инструкции о порядке погребения погибших (умерших) сотрудников органов внутренних дел Российской Федерации, лиц, уволенных со службы в органах внутренних дел, оплаты ритуальных услуг, изготовления и установки надгробных памятников»
4. Приказ МВД РФ от 18.07.2003 № 562 «Об утверждении Инструкции о порядке погребения и похоронном деле во внутренних войсках МВД России»

### Законодательство Москвы
1. Закон города Москвы от 04.06.1997 № 11 «О погребении и похоронном деле в городе Москве»
2. Постановление Правительства Москвы от 08.04.2008 № 260-ПП «О состоянии и мерах по улучшению похоронного обслуживания в городе Москве»
3. Постановление Правительства Москвы от 20.11.2001 № 1045-ПП «О предоставлении гарантированного перечня услуг по погребению на безвозмездной основе»
4. Постановление Правительства Москвы от 28.10.2008 № 1001-ПП «О порядке изготовления и сооружения надгробий на могилах умерших (погибших) Героев Советского Союза, Героев Российской Федерации и полных кавалеров ордена Славы, Героев Социалистического труда и полных кавалеров ордена Трудовой Славы»
5. Постановление Правительства Москвы 30.06.1998 № 520 "О мерах по реализации Закона города Москвы «О погребении и похоронном деле в городе Москве»
6. Постановление Правительства Москвы от 17.10.2006 № 802-ПП "Об утверждении регламента подготовки и выдачи разрешений на захоронение на закрытых для свободного захоронения кладбищах города Москвы (кроме родственных захоронений) в режиме «одного окна»
7. Постановление Правительства Москвы от 08.09.2015 № 570-ПП «О проведении в городе Москве эксперимента по размещению семейных (родовых) захоронений на кладбищах города Москвы»
8. Распоряжение ДТиУ г. Москвы от 02.06.2017 № 170 «Об утверждении Порядка выдачи разрешений на установку надмогильных сооружений, требований к выполнению работ по установке надмогильных сооружений и контролю за их соблюдением»

### ГОСТы и СанПиНы
1. МДК 11-01.2002 «Рекомендации о порядке похорон и содержании кладбищ в Российской Федерации»
2. ГОСТ 32609-2014 «Межгосударственный стандарт. Услуги бытовые. Услуги ритуальные. Термины и определения» (введён в действие Приказом Росстандарта от 11.06.2014 № 551-ст)
3. ГОСТ Р 53999-2010 «Национальный стандарт Российской Федерации. Услуги бытовые. Услуги крематориев. Общие технические условия» (утверждён и введён в действие Приказом Росстандарта от 30.11.2010 № 581-ст)
4. ГОСТ Р 54611-2011 «Национальный стандарт Российской Федерации. Услуги бытовые. Услуги по организации и проведению похорон. Общие требования» (утверждён и введён в действие Приказом Росстандарта от 08.12.2011 № 746-ст)
5. СанПиН 2.1.2882-11 «Гигиенические требования к размещению, устройству и содержанию кладбищ, зданий и сооружений похоронного назначения»